# 2. Großherzoglich Mecklenburgisches Dragoner-Regiment Nr. 18
Das 2. Großherzoglich Mecklenburgische Dragoner-Regiment Nr. 18 war ein Kavallerieverband des mecklenburgischen Militärs, ab 1868 innerhalb der preußischen Armee.

## Geschichte und Aufstellung

### Aufstellung
1867 erging der Befehl des Großherzogs Friedrich Franz II. zur Errichtung eines zweiten Dragonerregiments. Das bestehende Mecklenburgische Dragoner-Regiment teilte hierzu Mannschaften der Altersklassen 1867, 1866 und 1865 in zwei gleiche Teile. Aus einem dieser Teile formierte sich im September 1867 das „2. Großherzoglich Mecklenburgische Dragoner-Regiment Nr. 18“. Nachfolgend wurde das Regiment in fünf Eskadrons gegliedert, mit einer Sollstärke von jeweils 110 Dragonern, die in der Anfangszeit allerdings nicht erreicht wurde. Es ergab sich folgende Stärke: 18 Offiziere, 61 Unteroffiziere, 16 Trompeter, 266 Dragoner und 404 Pferde.

### Geschichte

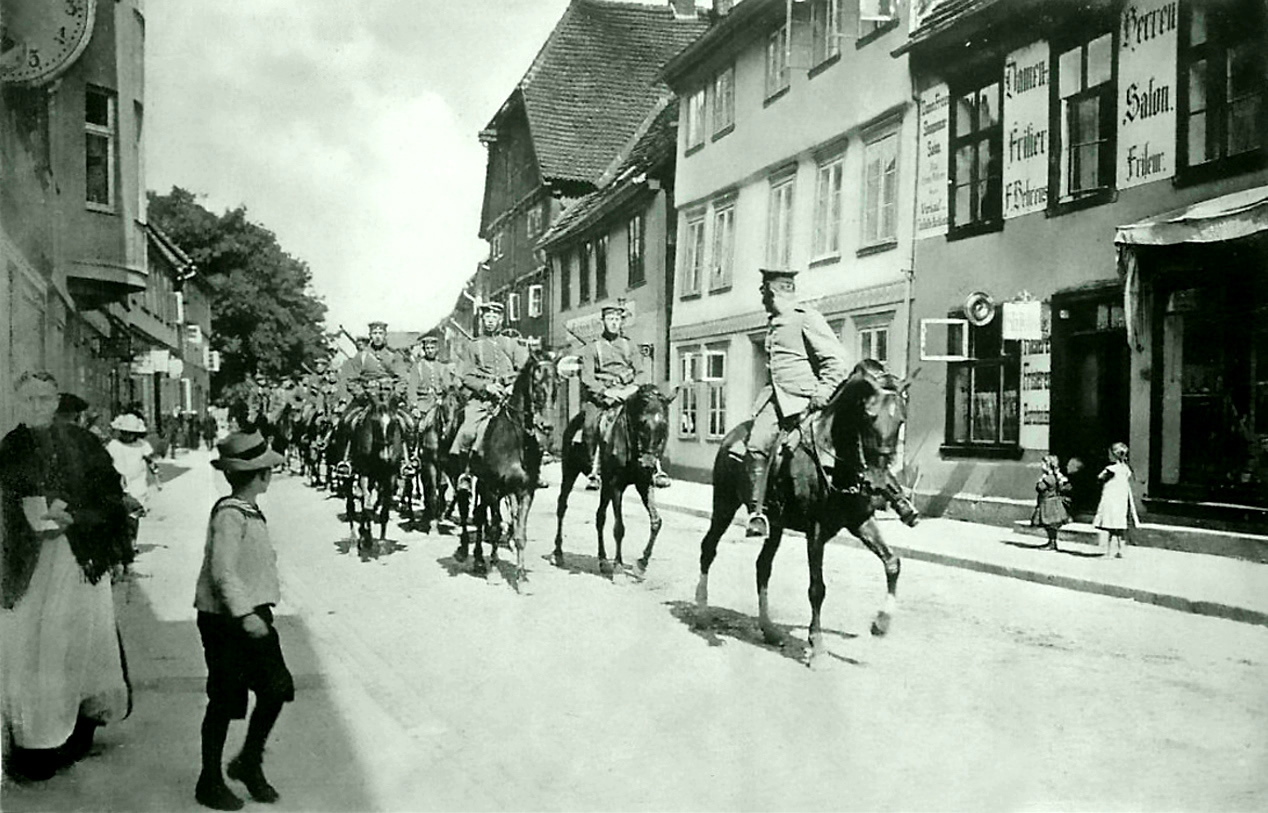
Parchimer Dragoner beim Ausritt zur Übung

Mit Bildung des Norddeutschen Bundes gingen 1867 grundlegende militärische Umstrukturierungen einher. In diesem Zusammenhang traten die mecklenburgischen Verbände im selben Jahr dem IX. preußischen Armeekorps bei. Mecklenburg-Schwerin schloss am 24. Juli 1868 mit Preußen eine Militärkonvention, die den Übertritt der Offiziere in die preußische Armee regelte. Am 11. September 1868 fand daher in Groß Rogahn eine Parade der 17. Division vor König Wilhelm I. statt, welche symbolisch den Beitritt in die preußische Armee besiegelte. Am 1. Oktober 1867 erhielt das Regiment die Bezeichnung „2. Großherzoglich Mecklenburgisches Dragoner-Regiment Nr. 18“.
1872 wurde die Bezeichnung des Regiments kurzzeitig abgeändert. Grundlage dafür war eine Weisung des Großherzogs vom 22. Oktober, in der die Umbenennung in „Großherzoglich 2. Mecklenburgisches Dragoner-Regiment Nr. 18“ veranlasst worden war. Die Entscheidung wurde wenig später revidiert. Die in der Verfügung des Generalkommandos vom 30. November 1867 gewählte Bezeichnung behielt somit ihre Gültigkeit.
Auf Grundlage der 1872 geschlossenen Militärkonvention, traten die mecklenburgischen Truppenverbände zum 1. Januar 1873 vollständig in den Etat der preußischen Armee. Besoldung und Versorgung der Soldaten gingen in die Verantwortung der preußischen Armee über, wie auch sämtliche Ausrüstung der Truppenverbände. Die Großherzöge gaben folgend ihre Befehlsgewalt ab. Eigentumsrechte an den Militärbauten und Liegenschaften blieben von der Konvention jedoch unberührt. Das Regiment war nunmehr in die preußische Armee eingegliedert worden. In Artikel 9 der Konvention wurde den mecklenburgischen Regimentern auch weiterhin der Namenszusatz „Großherzoglich Mecklenburgisch“ zugestanden. Der Helmbeschlag und die Kokarde in Landesfarben blieben ebenso erhalten.

## Standort

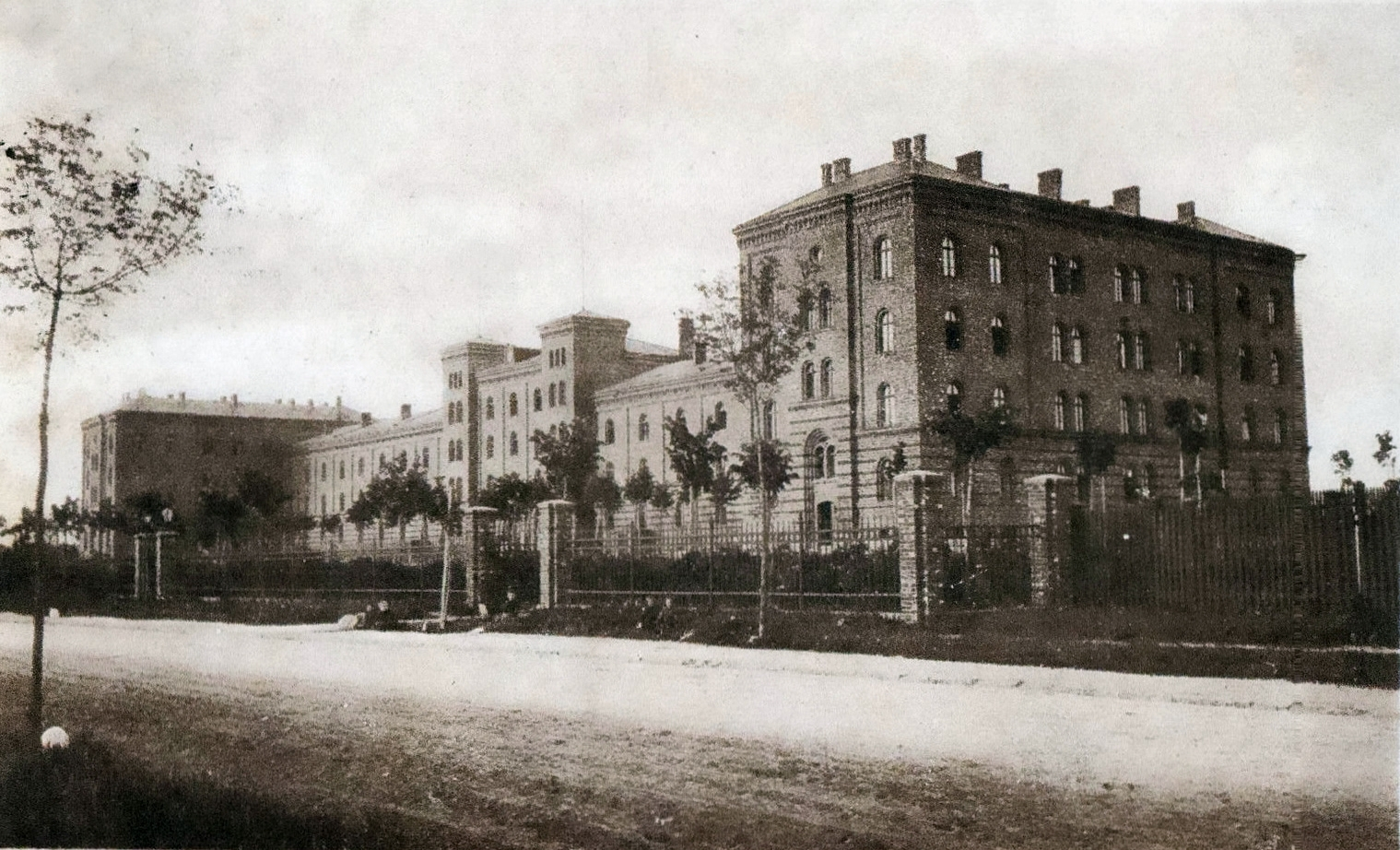
Dragoner-Kaserne von 1879 in Parchim.

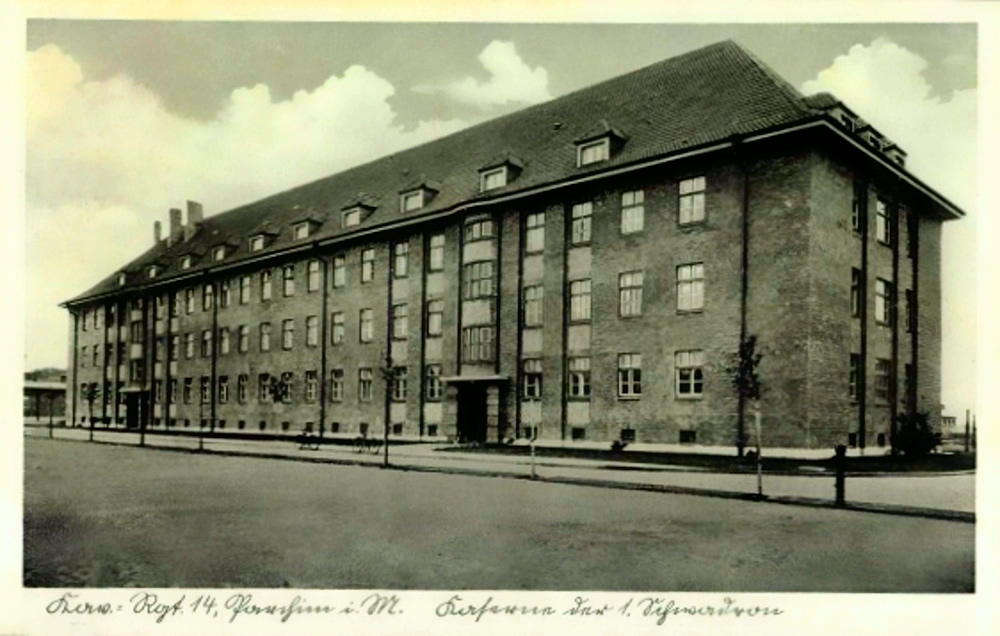
Kaserne des Reiterregiments Nr. 14 an der Cordesius- u. Flörkestraße.

### Garnison Parchim
Die Stadt Parchim übernahm anfänglich die Verantwortung und Kosten für die Unterbringung der Dragoner. Grundlage hierfür war der am 15. Juli 1867 zwischen dem Großherzoglichen Militär-Departement und der Stadt geschlossene Vertrag. Auch die Unterbringung der Pferde oblag der Verantwortung der Stadt. Für die notwendigen Aufwendungen, die nicht unerheblich waren, erhielt die Stadt eine jährliche Kostenentschädigung. Ausgenommen von diesen Vereinbarungen waren die Offiziere und Beamte im Offiziersrang, für die gesonderte Quartiere bereitstanden.
Dem Regiment wurden anschließend folgende Quartierbezirke innerhalb der Stadt zugewiesen:
- 1. Eskadron: Neustädter Tor bis zum Neustädter Markt.
- 2. Eskadron: Woker Tor und der angrenzende Stadtteil.
- 3. Eskadron: Ziegenmarkt, Berliner-Straße, Mauerstraße und Rosenstraße.
- 4. Eskadron: Häuserviereck zwischen Neustädter Markt, Langestraße, Blutstraße und Mühlenstraße.
- 5. Eskadron: Altstädter Markt und der Lindenstraße, Rosenstraße bis zum Ziegenmarkt und der Vorplatz des Wallhotels.

Die Anzahl der Mannschaftsunterkünfte lag anfänglich bei 309, später sank diese Zahl auf 294 Quartiere. Auch für die Unterbringung der Pferde wurde gesorgt. So standen für die Parchimer Eskadrons 40 Quartierstallungen zur Verfügung.
Dem Offizierskorps wurde im selben Zeitraum im Wallhotel eine Offiziers-Speiseanstalt eingerichtet.

### Dragoner-Kaserne
Mit den Jahren erhöhte sich der Mannschaftsbestand stetig, daher ergab sich die Notwendigkeit der zentralen Unterbringung und räumlichen Erweiterung. 1877 begannen dann die Bauarbeiten für eine neue Dragoner-Kaserne, für deren Planung und Errichtung Intendanturbaurat Kunze und Architekt Beckmann verantwortlich waren. Die Baukosten beliefen sich auf rund eine Million Mark. Am 1. November 1879 konnte der 148 Meter lange Kasernen-Neubau in der damaligen Friedrich-Franz Straße (heute Putlitzer Straße) bezogen werden. Diese Kaserne blieb nunmehr bis 1919 die Heimstätte des 2. Großherzoglich Mecklenburgischen Dragoner-Regiment Nr. 18. Nach 1919 beherbergte die Kaserne u. a. die Angehörigen der 2. Eskadron des 14. Reiter-Regiments bzw. des Kavallerie-Regiments 14 der Wehrmacht. Letztere Einheit nutzte auch die Ende der 1930er Jahre erbaute Kasernenanlage zwischen der Flörke- und Cordesiusstraße.

#### Kaserne in Flammen
Am 9. Juni 1888 wurde das Parchimer Kasernement Opfer eines Brandunglückes. Während die Offiziere des Regiments am alljährlichen „Rittmeisterbowlen“ teilnahmen, kam es zum Brand innerhalb der Kaserne. Ausgelöst wurde der Brand des nördlichen Gebäudeflügels durch Blitzschlag. Der Brand wurde jedoch erst bemerkt, als er die Regimentskammer erreichte und diese in voller Ausdehnung brannte. Es gelang schließlich durch intensive Löscharbeiten den Brand einzugrenzen. Das Inventar der Regimentskammer und der nördliche Dachstuhl erlitten jedoch schwere Schäden, ebenso die darunter liegenden Räume durch das Löschwasser. Bereits zum 1. Oktober desselben Jahres konnten die beschädigten Gebäudeteile wiederhergestellt werden.

### Offiziers-Speiseanstalt
Im Zuge der Neugestaltung des Kasernement erhielten die Dragoner auch eine eigene Offiziers-Speiseanstalt. Diese wurde am 20. November 1869 eingeweiht und befand sich in einem schlichten Fachwerkhaus in der Wallallee Nr. 31, wobei der Saal im Jahr 1896 und ein kleinerer Anbau im Jahr 1937 hinzukamen. Das Gebäude war bis 1945 durchgehend in Nutzung der in Parchim garnisonierten Einheiten. Nach Ende des Zweiten Weltkrieges folgte die nichtmilitärische Nutzung, als „Haus der Jungen Pioniere“. Seit 1990 befindet sich das Gebäude in Besitz des DRK.

### Exerzierplatz
Nach der Einquartierung in Parchim stellte die Stadt den Dragonern ein Gelände als Übungsplatz zur Verfügung. Der zur Geländeausbildung bereitgestellte Platz, ein Teil des sogenannten Blöker Feldes, lag an der Straße nach Damm. In den 1880er Jahren wurde auch ein Exerzierplatz beidseitig der Lübzer Chaussee genutzt. Dieser eignete sich aufgrund seiner Geländebeschaffenheit ausgezeichnet zum Exerzieren und Manövrieren größerer Reitermassen. Auf dem Gelände, auf dem heute der stillgelegte Flughafen Schwerin-Parchim steht, befand sich von 1914 bis 1921 das Kriegsgefangenenlager Parchim, eines der größten deutschen Kriegsgefangenenlager des Ersten Weltkriegs.
Erwähnenswert ist auch die Militärsschwimm-Anstalt am Wockersee, wo die Dragoner bei günstiger Witterung ihre Schwimmübungen abhielten.

### Schießplatz
1874 wurden in den Dammer Tannen, am Westrand des Exerzierplatzes, drei Scheibenstände errichtet. Im darauffolgenden Jahr konnte auch das Schießhaus fertiggestellt werden. Das Schulschießen fand von nun an auf dem regimentseigenen Schießplatz statt, wobei das Schießen auf kurzer Entfernung weiterhin auf den Schießständen im Buchholzer Forst geübt wurde.

### Garnisonslazarett
Das Lazarett wurde 1869 in einem vom Militärfiskus aufgekauften klassizistischen Putzbau in der Blutstraße Nr. 1 eingerichtet. Die Inbetriebnahme des mit 29 Betten ausgestatteten Militärkrankenhauses erfolgte am 1. Juli 1869. 1872 wurde der Bau um einen Südflügel erweitert.

## Einsatzgeschichte

### Deutsch-Französischer Krieg 1870/71

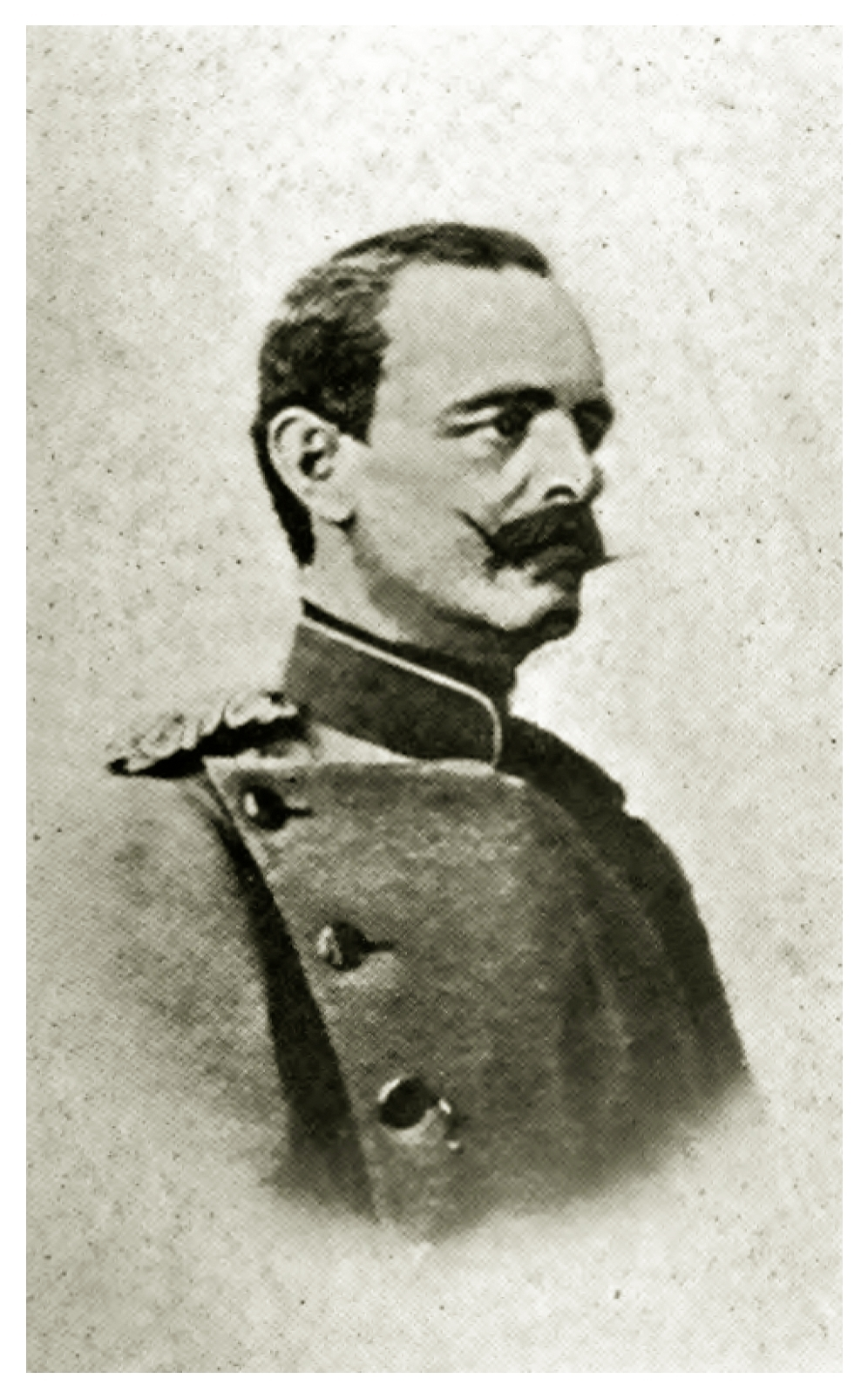
Oberstleutnant Ernst von Rathenow, Regimentsführer im Feldzug 1870/71

Am 16. Juli 1870 erhielt das Parchimer Dragoner-Regiment den Befehl zur Mobilmachung. Das von Major von Rathenow befehligte Regiment – 2. bis 5. Eskadron – zog folgend mit einer Stärke von 634 Dragonern und über 600 Pferden in den Krieg gegen Frankreich. Die 1. Eskadron blieb als Ersatz zurück.
Das 2. Großherzoglich Mecklenburgische Dragoner-Regiment Nr. 18 – der 17. Division unterstellt – bekam zunächst die Aufgabe, den Küstenschutz zu gewährleisten und erhielt infolgedessen den Befehl, sich in und um Hamburg zu konzentrieren. Dort bezogen der Stab in Wandsbek, die 2. Eskadron in Billwerder/Elbe, die 5. Eskadron in Billwerder/Biller, die 3. Eskadron in Hinschenfelde und die 4. Eskadron in Tonndorf ihr Quartier. Am 23. August 1870 verkündete der Großherzog Friedrich Franz II., bei einer Parade in der Nähe von Hamburg, die nahende Verlegung an den französischen Kriegsschauplatz. Die Aufgabe des Küstenschutzes wurde folgend den Ersatz- und Besatzungstruppen übergeben. Schließlich verließ das Regiment in der Nacht vom 28. August auf den 29. August Hamburg in Richtung Pfalz, von wo aus am 30. August der Vormarsch auf Metz begann. Vor Metz traf das Regiment am 1. September ein. Dort kämpften die Mecklenburger Reiter anfänglich im Verband der Einschließungsarmee. Das Regiment operierte vorwiegend gemeinsam mit dem 1. Großherzoglich Mecklenburgisches Dragoner-Regiment Nr. 17 innerhalb der 17. Division. Nach der Belagerung von Toul folgte der Vormarsch auf Paris und die Kämpfe gegen die französische Armée de la Loire. In zahlreichen Gefechten und Scharmützeln stellten die Mecklenburger Kavalleristen ihr Können unter Beweis. Bemerkenswert die Leistungen der 3. Eskadron, die in den Schlachten von Loigny, Orléans und Beaugency kämpfte. Die Parchimer Dragoner erfuhren aber auch das Leid des Krieges. So fielen 12 Dragoner im Kampf, 15 Dragoner verstarben an Krankheiten, die sie sich während des Feldzuges zugezogen hatten, hierunter auch der Regimentskommandeur von Rathenow. Eine weitaus höhere Anzahl wurde von Typhus und Ruhr befallen und waren somit nicht mehr einsatzfähig. Auch die Pferde litten der Umstände wegen, der Kampf sowie die körperliche Überbelastung und mangelhafte Ernährung sorgten für zahlreiche Ausfälle.
Am 26. Februar 1871 kam es zum Friedensschluss, woraufhin das Dragoner-Regiment den Rückmarsch nach Mecklenburg begann. Nach der Ankunft in Schwerin fand am 14. Juni 1871 der feierliche Einzug statt, bei dem die mecklenburgischen Verbände von einer begeisterten Menschenmenge begrüßt wurden. Am Folgetag trafen die Dragoner in der Garnison Parchim ein, wo die Einwohner der Stadt dem Regiment einen ebenso feierlichen Empfang bereiteten. Anschließend wurde das Regiment demobilisiert.

#### Vormarsch auf Châlons-sur-Marne
Die sich noch vor Toul befindlichen mecklenburgischen Truppen der 17. Division hatten den Befehl erhalten den Vormarsch auf Châlons-sur-Marne anzutreten. Hierzu wurden zwei Kolonnen gebildet. Am 28. September geriet die 2. Kolonne während dieses Vormarsches in einen Hinterhalt von Franktireurs.
Das Detachement hatte von Montiers-sur-Saulx aus das Quartiermacher-Kommando vorausgeschickt, welches sich aus einer Abteilung des Großherzoglich Mecklenburgischen Jäger-Bataillons Nr. 14 und 36 Dragonern der 1. Eskadron gliederte, die dem Befehl von Leutnant Wendt unterstanden. Die Dragoner ritten den mecklenburgischen Jägern voraus. Als die Mecklenburger den Wald von Aumont bei Chevillon fast passiert hatten, erhielten die Dragoner plötzlich schräg hinter sich Gewehrfeuer. Leutnant Wendt gab daraufhin den Befehl das Gehölz schnell zu durchreiten, doch das französische Gewehrfeuer forderte bereits erste Opfer. Dragoner Klatt stürzte mit seinem Pferd, welches von Kugeln tödlich getroffen wurde. Er selbst erlitt einen Streifschuss am Handgelenk und verlor das Bewusstsein, als Folge einer schweren Gehirnerschütterung. Weitere Pferde wurden nachfolgend tödlich getroffen, wobei die mecklenburgischen Dragoner unverletzt blieben. Sogleich eilten die Jäger nach vorn, um den Dragoner Klatt zu versorgen. Auch sie wurden durch die Franzosen unter Feuer genommen, wobei ein Oberjäger tödlich getroffen und ein weiterer schwer verletzt wurde. Mittlerweile war aber die Avantgarde des Detachements am Ort des Kampfgeschehens eingetroffen. Die 1. Eskadron unter Befehl von Rittmeister Bethusy und drei Kompanien Jäger begannen sofort das Gehölz zu durchkämmen und zu umstellen. Dabei wurden zwanzig Holzfäller vorübergehend festgesetzt. Ihnen konnte jedoch keine Beteiligung nachgewiesen werden, und so war man gezwungen, sie freizulassen. Eine der Jäger-Patrouillen nahm währenddessen einen Mann fest, der mit einer Flinte bewaffnet war und sich in ein Forsthaus flüchten wollte. Dieser Umstand führte dazu, dass der angetroffene Zivilist von den Jägern standrechtlich erschossen wurde.

#### Scharmützel bei Dreux
Am 17. November 1870 geriet die 1. Eskadron unter Rittmeister Graf Bethusy in einem Wald bei Dreux unvermittelt unter Beschuss. Das Ungewöhnliche daran, die aufklärende Avantgarde der 1. Eskadron konnte zuvor den Wald ungehindert passieren. Der Rittmeister ließ daraufhin einen Zug unter dem Kommando des Premierleutnants von Pappenheim absitzen. Als die französischen Schützen dies bemerkten, wollten sie flüchten. Die Dragoner hatten jedoch bereits die Verfolgung aufgenommen und konnten so die Franzosen im Wald stellen und gefangen nehmen. Nun erkannten die Mecklenburger auch, von wem sie beschossen wurden, von französischer Marineinfanterie, ein Offizier und seine 15 Infanteristen.
Beim weiteren Vormarsch auf Dreux geriet die 1. Eskadron erneut unter Beschuss. Wiederum wurde der Zug von Pappenheim zur Verfolgung eingesetzt. Im Verlauf der Verfolgung kam es zum Zusammenstoß mit ungefähr 60 französischen Mobilgardisten, welche heftige Gegenwehr leisteten. Nach weiterem Kampf konnten die Parchimer Avantgarde-Eskadrons zusammen mit dem III. Bataillon des Großherzoglich Mecklenburgischen Grenadier-Regiments Nr. 89 in die Stadt Dreux einmarschieren.
Während dieser Kämpfe wurden einige Dragoner verwundet, von denen später einer verstarb. Demgegenüber standen zahlreich eingebrachte Gefangene und eine große Anzahl an erbeuteten Waffen.

#### Gefechtskalender 1870/71

##### 1870

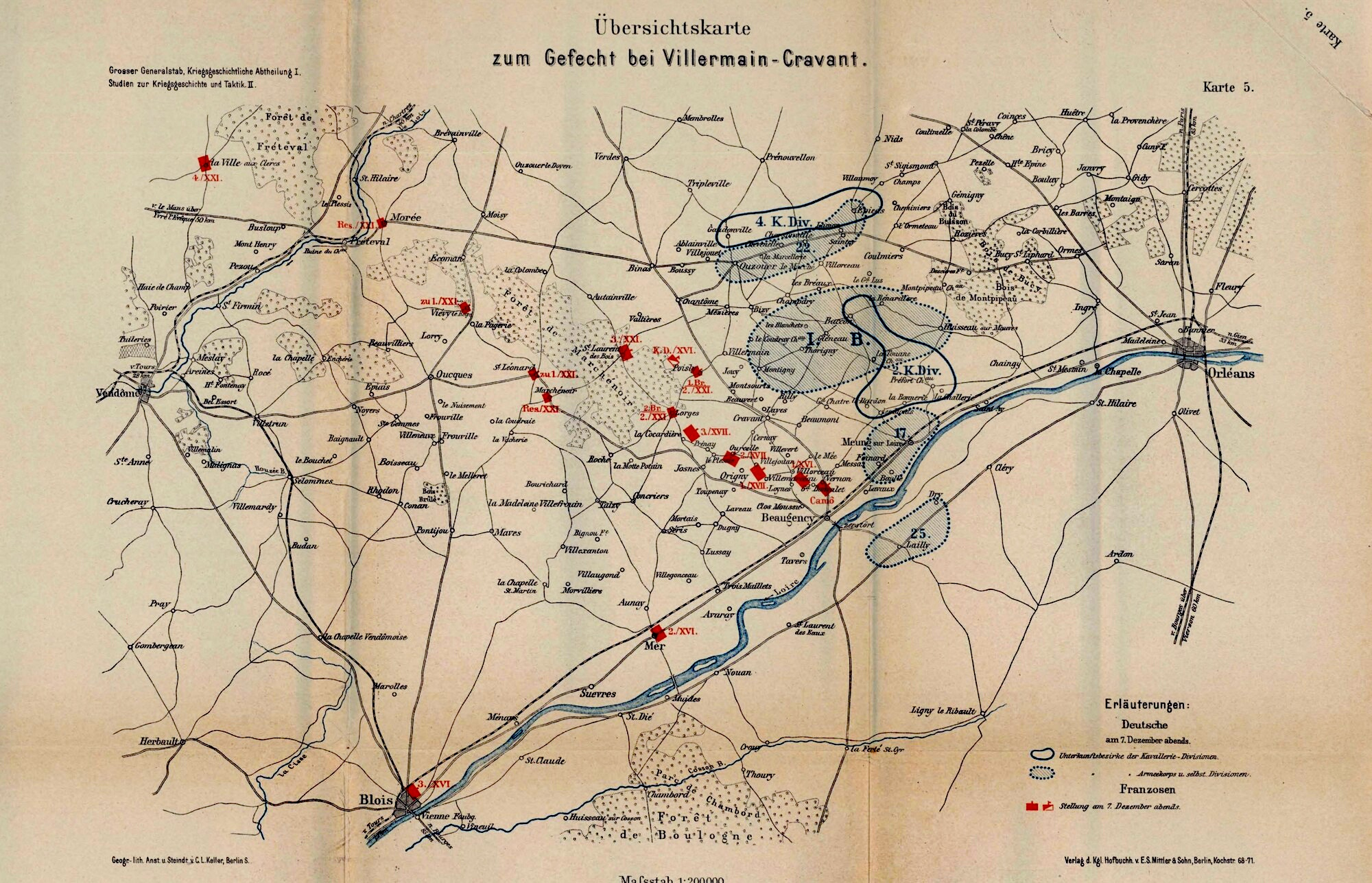
Einsatz der 17. Division, Gefecht bei Meung rechtes Loire Ufer

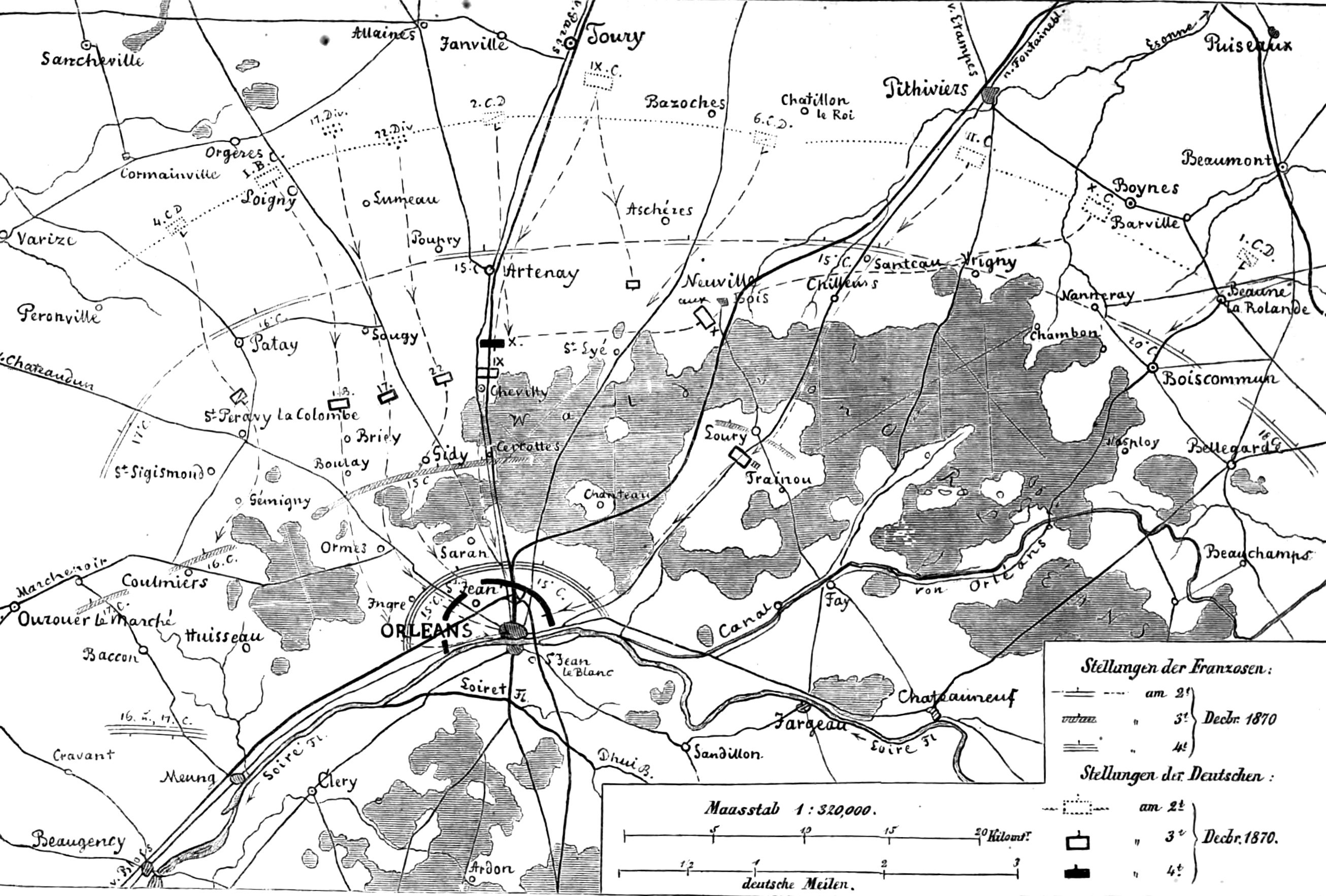
Die Schlacht von Orléans 1870

- 28. Juli bis 29. August – Küstenschutz in Hamburg
- 29. August bis 1. September – Verlegung in das Umland von Metz
- 04. bis 10. September – Einschließung von Metz
- 13. bis 26. September – Belagerung von Toul
- 28. September – Zusammenstoß des Quartiermacher-Kommandos der 1. Eskadron mit Franktireurs bei Chevillon
- 10. Oktober bis 9. November – Einschließung von Paris
- 17. Oktober – Zusammenstoß eines Beitreibungs-Kommandos der 4. Eskadron bei Melun
- 13. und 14. November – Patrouillenritte gegen Artenay
- 17. November – Fußgefecht bei Dreux, gegen französische Marineinfanterie
- 18. November – Verbindungspatrouille der 4. Eskadron auf Châteauneuf
- 21. November – Gefecht bei La Madeleine Bouvet
- 22. November – Scharmützel der Avantgarde bei Belleme
- 23. November – Avantgarden-Aufklärung der 1. und 2. Eskadron gegen St. Nemy und Jge
- 25. November – Erkundung des Detachements Detmering gegen Duneau und Conneres (4. Eskadron)
- 29. November – Erkundung der 4. Eskadron gegen Conneres
- 05. Dezember – Patrouillenritte der 1., 2. und 4. Eskadron gegen Châteaudun und Eloyes
- 08. Dezember – Geplänkel der 1. Eskadron bei Moisy
- 09. bis 10. Dezember – Kämpfe bei Beaugency
- 02. Dezember – Schlacht bei Loigny (3. Eskadron)
- 03. bis 4. Dezember – Kämpfe vor Orléans (3. Eskadron)
- 07. Dezember – Gefecht bei Meung (3. Eskadron)
- 08. Dezember – Schlacht von Beaugency (3. Eskadron)
- 13. Dezember – Scharmützel des Detachements Rauch bei Oucques (3. Eskadron)
- 14. Dezember – Gefecht bei Fréteval am 14. Dezember (2. Eskadron)
- 15. Dezember – Gefecht des linken Seitendetachements bei Pezou (4. Eskadron)
- 30. bis 31. Dezember – Erkundungsauftrag des Detachements Zingler gegen Thiron-Gardais und Nogent-le-Rotrou (3. und 4. Eskadron)

##### 1871
- 07. Januar – Avantgarden-Aufklärung der 4. Eskadron gegen Authon
- 08. Januar – Avantgarden-Aufklärung der 1. und 2. Eskadron gegen La Ferté-Bernard
- 08. Januar – Verfolgungsauftrag der 3. Eskadron gegen Sceaux
- 09. bis 12. Januar – Schlacht bei Le Mans
  - 9. bis 11. Januar – Kämpfe bei Connerré
  - 12. Januar – Gefecht bei Saint-Corneille
- 13. Januar – Erkundung der halben 3. Eskadron gegen Carrouges
- 16. Januar – Patrouillenritt der 1. Eskadron gegen Pré-en-Pail
- 19. Januar – Erkundung der 4. Eskadron gegen Argentan
- 22. Januar – Scharmützel bei Bernay (1. und 2. Eskadron)
- 22. Januar – Patrouillenritte der 3. Eskadron gegen Lisieux und Livarot
- 29. bis 30. Januar – Patrouillenritte der 1. Eskadron gegen Bolbec und Lillebonne

#### Verlustzahlen 1870–71
- Gefallene: 12 Tote[25]
- Krankheit (verstorben): 15 Tote

### Erster Weltkrieg 1914–1918
Das Regiment machte am 2. August 1914 mit seinen Eskadronen mobil. Nachfolgend wurde das Regiment an den westlichen Kriegsschauplatz transportiert, wo die Entladung östlich von Aachen erfolgte. Am 4. August überschritt das Regiment im Verband der 4. Kavallerie-Division die belgische Grenze bei Gemmenich. Den ersten Feindkontakt hatten Teile der 4. Kavallerie-Division im Ort Vise, wo sich ein Feuergefecht mit belgischen Gendarmen entwickelte. Die Maasbrücken im Ort waren bereits zerstört und auch die Kähne waren unbrauchbar gemacht worden. Daher war ein sofortiger Maasübergang nicht mehr möglich. Hauptaufgabe der Kavallerie war das aufklärende Vorgehen. So sollte der Verbleib des belgischen Heeres und das Auftretens französischer Verbände aufgeklärt werden. Am 5. August setzten die Aufklärungs-Eskadrons bei Lixhe über die Maas. Die 2. und 4. Kavallerie-Division erhielt den weitergehenden Auftrag, nördlich um Lüttich herumzugreifen. Der in dieser Zeit herrschende Hochsommer wurde zur besonderen Belastung für Reiter und Pferd und auch die mangelnde Ernährung hatte Auswirkungen auf den Gesamtzustand der Truppe. Hinzu kamen die zahlreichen kleineren Scharmützel in den belgischen Orten, wobei meist nicht klar war, gegen wen man hier eigentlich kämpft. So wurden oft Einwohner der Orte verdächtigt, sich am Kampf zu beteiligen. Es stellte sich aber meist heraus, dass der Beschuss von regulären feindlichen Verbänden oder sogar von den eigenen Truppen verursacht wurde.
Am 10. und 11. August kam es dann in den Orten Linsmeau und Velm zu gewaltsamen Übergriffen auf die belgische Zivilbevölkerung und deren Eigentum. Die Vorkommnisse in Velm geschahen mit Beteiligung der mecklenburgischen 17. Kavallerie-Brigade und weiterer Einheiten der 4. Kavallerie-Division.
Eines der dramatischsten Ereignisse des Krieges ereilte die Mecklenburger Dragoner beim Gefecht von Halen am 12. August 1914. Dort erlitt insbesondere das Parchimer Regiment bedeutende Verluste. Nach dem Gefecht von Halen kämpften die Parchimer Dragoner weiter im Verband der 4. Kavallerie-Division in der Marneschlacht und in der Schlacht an der Aisne und Oise. Mit dem Übergang in den Stellungskrieg an der Westfront änderte sich auch der Einsatz der Dragoner, die jetzt bei Grand hil ferme die Schützengräben bezogen. Dort lagen sie englischen Verbänden gegenüber, während die Pferde in dieser Zeit in St. Quesnoiy untergebracht waren. Nach einiger Zeit wurde das Regiment aus diesen Stellungen wieder herausgelöst und bezog bei Roubaix für längere Zeit Ruhestellung, bis Mitte November die Verladung für den Einsatz an der Ostfront in Oudenaarde vollzogen wurde. Mit der Verlegung an die Ostfront endete der Einsatz an der Westfront.
Während der Kampfhandlungen an der Ostfront beteiligte sich das Regiment am Vormarsch auf Warschau und dem erfolgreichen Kampf um Kowno. Es folgte im September 1915 die Schlacht bei Wilna. Die Schlacht bildete die letzte Möglichkeit, den russischen Gegner in Bewegung zu stellen. Im November 1915 erstarrte auch die Ostfront im Stellungskrieg und die Dragoner gingen nunmehr vor Dünaburg in Stellung.
Im Verlauf des Einsatzes an der Ostfront musste die 4. Kavallerie-Division im Herbst 1916 und im März 1917 ihre Pferde abgeben. Die Regimenter des Verbandes waren von da an größtenteils unberitten. Diese Maßnahme war dem fortdauernden Stellungskrieg an der östlichen Front geschuldet und des daraus resultierenden vorwiegend infanteristischen Einsatzes der Eskadrons.
Die Schlacht um Riga im September 1917 war schließlich die letzte größere militärische Operation, an der sich das Regiment im Verband der 17. Kavallerie-Brigade beteiligte. Im Verlauf der Kampfhandlungen wurde die Brigade am 2. September der Ostgruppe unter General der Infanterie von Kathen unterstellt.
Nachfolgend bezog das Regiment Stellungen nördlich der Düna und verharrte dort bis Anfang Oktober 1917. Eine der Hauptaufgaben der folgenden Kriegsmonate sollte die Bandenbekämpfung hinter der Front darstellen. Es folgte die Zeit des Waffenstillstandes vom 7. Dezember 1917 bis zum 17. Februar 1918. Ab dem 22. Februar wurden die Mecklenburger Dragoner erneut zur Bandenbekämpfung herangezogen und beteiligten sich an der Befreiung von Livland. Dort sollten sie dann bis zum Kriegsende als Besatzungstruppen agieren. Schließlich verblieben die Parchimer Dragoner bis zu ihrem Rücktransport in die Heimat – im Januar 1919 – in diesem Einsatzgebiet.
Alle Kampfhandlungen an der Westfront und Ostfront wurden im Verband der 17. Kavallerie-Brigade durchgeführt.

#### Gefecht bei Halen 1914

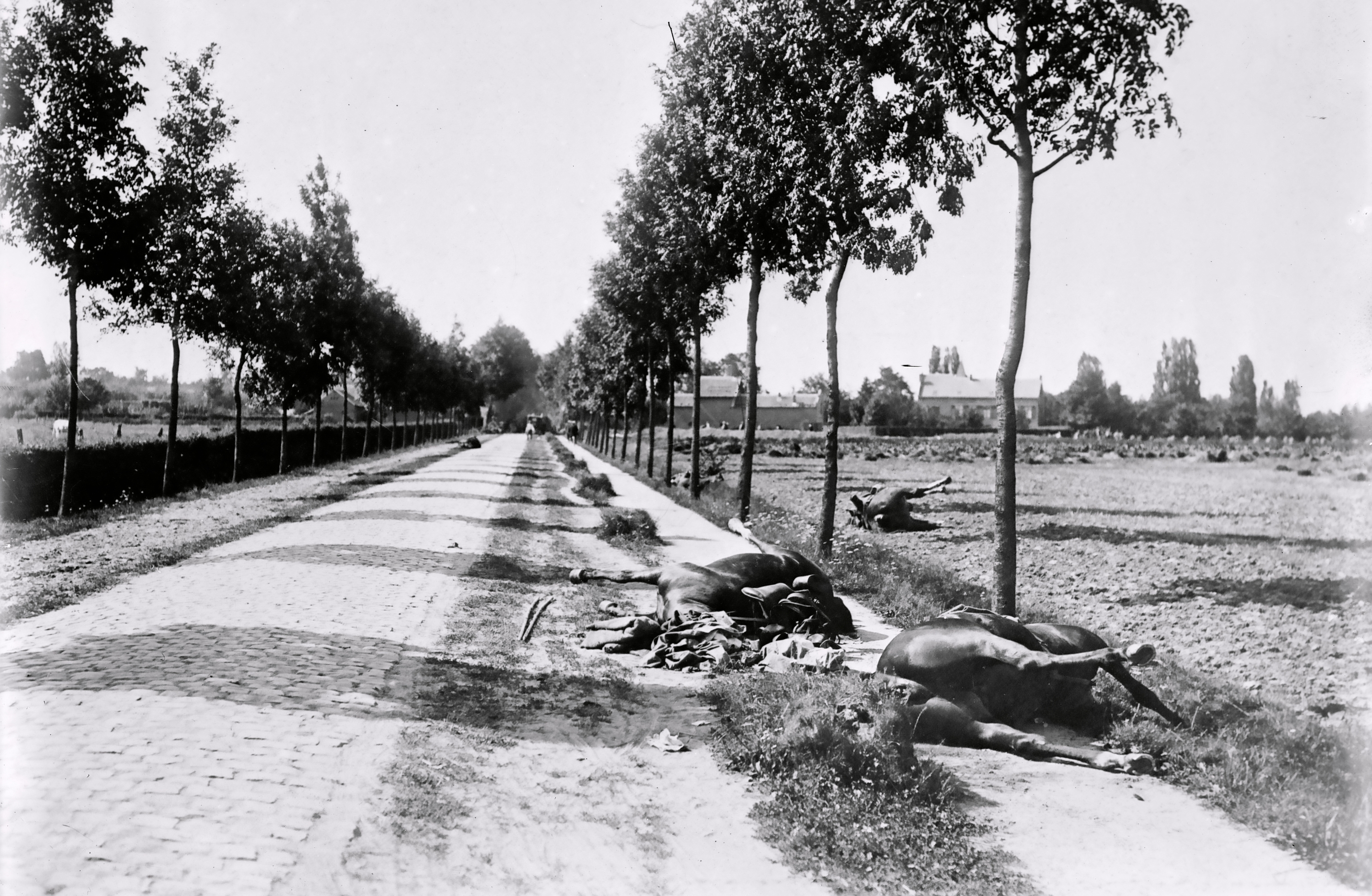
Die Straße Halen–Diest, nach den Kämpfen vom 12. August 1914.

Am 12. August kam es bei Halen zum letzten Gefecht aufgesessener Kavallerieverbände. Halen wurde genommen, die intakten Brücken über die Große Gette in Halen und bei Zelck sollten nachfolgend gesichert werden, wobei Zelck noch von belgischen Truppen besetzt war.
Während die Leib-Eskadron des „1. Großherzoglich Mecklenburgische Dragoner-Regiments Nr. 17“ bereits westlich der Straße Halen–Diest mit dem belgischen Feind im Gefecht stand, griffen die Parchimer Dragoner die feindlichen Verbände nordwestlich von Halen an. Die erste frontale Attacke – in zwei Angriffswellen – ritt die 4. Eskadron, hinter sich die 1. Eskadron, ihr nachfolgend die 3. Eskadron, sie ritt den Angriff links rückwärts gestaffelt. Die mecklenburgischen Dragoner gerieten direkt in das gegnerische MG-Abwehrfeuer und wurden regelrecht niedergemäht. Da die Einheiten dicht aufgerückt ritten, stürzten die Reiter der folgenden Eskadrons über die Kadaver der getöteten Pferde. Hieraus folgte, dass der Angriffsweg gänzlich blockiert wurde. Die meisten Parchimer Dragoner wurden bei diesem Angriff getötet, etwa dreißig Mecklenburger Dragoner erreichten die belgischen Stellungen und konnten in diese eindringen, wobei der militärische Erfolg ausblieb. Die verbliebene Anzahl der angreifenden Dragoner machte das Unterfangen sinnlos. Den Parchimern folgten schließlich die 3. und 4. Eskadron des Pasewalker Kürassier-Regiments „Königin“ (Pommersches) Nr. 2, auch sie mussten den Angriff abbrechen und sich zurückziehen. Nachfolgend befahl Generalleutnant von Garnier den verbliebenen Eskadronen sich zu sammeln, daraufhin wurde eine weitere Attacke befohlen, an der Seite des Demminer 2. Pommerschen Ulanen-Regiments Nr. 9. Auch dieser Angriff endete im Kugelhagel der belgischen Verbände.
Die Ursache des Fehlschlages ist im Angriffsbefehl an sich zu finden, der im eindeutigen Widerspruch zu den gültigen Kavallerie-Exerzierregeln stand. Diese besagten, das Attacken nur auf erschütterte Infanterie und Artillerie auszuführen seien.
Bei diesem Gefecht fiel der Regimentskommandeur Major Viktor Baron Digeon von Monteton und sein Adjutant Oberleutnant von Laffert. Das Parchimer Regiment verlor bei diesem Gefecht insgesamt sechs Offiziere, 138 Dragoner und 163 Pferde. Nach diesem militärischen Fehlschlag hatte das Regiment nur noch zwei kampffähige Eskadrons zur Verfügung. Die Verluste konnten nur schrittweise ausgeglichen werden.

#### Gefecht bei Néry 1914

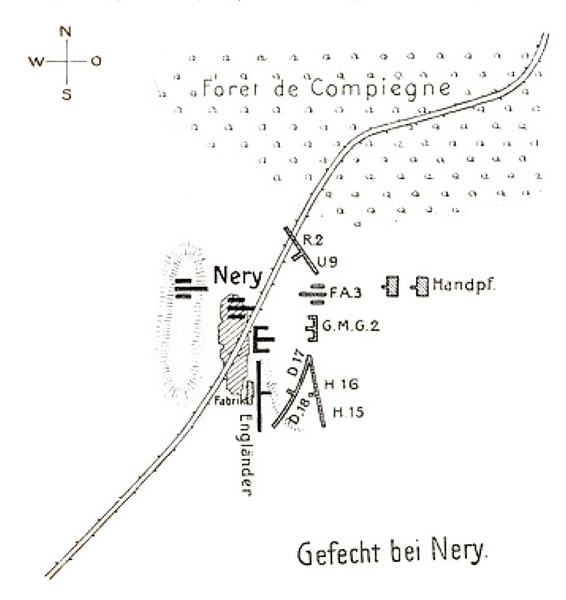
Gefecht bei Nery am 1. September 1914

Am 1. September kam es zum Gefecht bei Néry. Im Verband der 4. Kavallerie-Division gingen die mecklenburgischen Dragoner auf Paris vor und hatten folgend den Befehl erhalten, den Wald bei Compiegne am 1. September in der Frühe zu passieren.
Am 31. August morgens begann der Vormarsch. Während des Vormarsches gelang es der 4. Kavallerie-Division – um 1.30 Uhr am 1. September – die englischen Besatzungen einiger Lastkraftwagen bei der Ortschaft Bethisy gefangen zu nehmen. Nachfolgend wurde die Gegend abgesucht und mit der Aufklärung derselben begonnen. Generalleutnant von Garnier erhielt schließlich die Meldung über ein englisches Artillerie-Biwak bei Nery, daraufhin befahl er den Angriff. Die 17. Kavallerie-Brigade nahm ihre Position südöstlich auf den Höhen ein, hinter sich zwei Batterien Feldartillerie. Artillerie und die Maschinengewehrabteilung der Division eröffneten, auf eine Entfernung von 800 m, das Feuer auf das feindliche Biwak. Die Division setzte folgend zur abgesessenen Attacke an, welche die biwakierenden englischen Truppen völlig überraschte. Der Vorteil der Überraschung währte allerdings nur kurz, die Schützenlinie der Mecklenburger wurde durch gegnerisches Artilleriefeuer eingedeckt. Verstärkt durch die Husaren der Division gelang das Vordringen bis auf 500 m an den Dorfrand. Auch der Gegner führte weitere Verbände ins Gefecht, derselbe versuchte nun die mecklenburgischen Dragoner einzuschließen. Die Lage sollte sich daraufhin weiter verschärfen, da die erhoffte Verstärkung durch die 2. und 9. Kavallerie-Division ausblieb. Bei Anbruch der Dunkelheit gelang schließlich der Ausbruch, umringt von den feindlichen Truppen konnte der deutsche Verband unbemerkt in den Wald bei la Chapelle gelangen. Unmittelbar vor der dort gelegenen Chaussee machte der deutsche Verband halt, über diesen Weg führten die feindlichen Verbände ihre Truppen nach Paris zurück. Die Mecklenburger mussten hier bis 3. September Vormittags ausharren, erst dann konnte ein Ausweg erkundet werden. Am Abend wurde schließlich das Biwak bei Nateuil bezogen.
Das Regiment erlitt Verluste in Höhe von 16 Mann. 10 Mann gerieten in Gefangenschaft.

#### Schlacht bei Wilna 1915
Am 19. August begann der Angriff des deutschen Ostheeres im Raum Wilna, dieser hatte zum Ziel durch Umfassung des nördlichen russischen Flügels in dessen Rücken zu gelangen und die russischen Verbände vernichtend zu schlagen. Die 1. und 4. Kavallerie-Division unter Befehl von Generalleutnant von Garnier befanden sich zu diesem Zeitpunkt nördlich der Wilia bei Kiemiele, an diesem Abschnitt stand der Gegner in befestigten Stellungen. Das Regiment im Verband des 6. Kavallerie-Korps drängte am 9. September die russische Kavallerie nach Nordosten zurück, ein erster Erfolg. Auf Befehl des Generalfeldmarschalls von Hindenburg sollte das 6. Kavallerie-Korps gegen die Flanke und Rücken der bei Wilna standhaltenden Russen vorgehen, Primärziel sollte der Bahnknotenpunkt Molodecnzo sein. Am 13. September setzte sich das Korps über Swenzjany in Marsch. Die 4. Kavallerie-Division griff schließlich am 15. September Soly an und konnte es am Folgetag nehmen. Von Soly ausgehend rückten die Regimenter der 4. Kavallerie-Division im Anschluss Richtung Südwesten vor, hier trafen sie auf überlegene feindliche Verbände und mussten daher bis nördlich Smorgon zurückweichen.
In der Nacht zum 18. September räumten dann die russischen Verbände Wilna, allerdings war dadurch die deutsche Umfassungsabsicht gefährdet. Durch das Zurückweichen entzogen sich die russischen Verbände der Einschließung.
Generalleutnant von Garnier erhielt am 22. September Befehl mit der 4., 9. und der Bayerischen Kavallerie-Division des 6. Kavallerie-Korps die Armeeflanke zu sichern und in den Rücken der russischen Verbände zu gehen. Dazu kam es nicht mehr, die Russen nahmen am selben Tag den vorgesehenen Sammelpunkt Sosenka. Nachfolgend kam es zu schweren Kämpfe in den Abschnitten des Ostheeres. Die 4., 9. und die Bayerische Kavallerie-Division sollten dann am 26. September gegen russische Kavallerie vor Dolhinow vorgehen. In der Zwischenzeit konnte der Gegner aber weitere starke Verbände heranführen, die durch die deutsche Militär-Führung beabsichtigte Umfassung der russischen Verbände war hiermit endgültig gescheitert. Die eigene Truppenstärke erwies sich als nicht ausreichend um eine derartige Unternehmung weiterzuführen, es galt jetzt den Übergang in den Stellungskrieg voranzutreiben. Noch am 26. September hielten die 4. und die Bayerischen Kavallerie-Division an der Wilia in der Linie Kamininka–Dolhinow–Milcza. Trotz der heftigen Angriffe der russischen Truppen, gelang die Loslösung der von Generalleutnant von Garnier befehligten Truppen am 27. September vom Gegner. Nachfolgend war es die Aufgabe der Kavallerie die Bewegung der 10. Armee zu decken. In der Zeit vom 28. bis 30. September wich dann das 6. Kavallerie-Korps staffelweise in die Linie Miadziol-Postaway zurück.
Im Ergebnis der Schlacht um Wilna konnten bedeutende Geländegewinne erzielt werden. Die Vernichtung bedeutender Teile des russischen Heeres gelang allerdings nicht. Diese Schlacht war eine der letzten großen Bewährungsproben der mecklenburgischen Dragoner.

#### Gefechtskalender 1914–1918

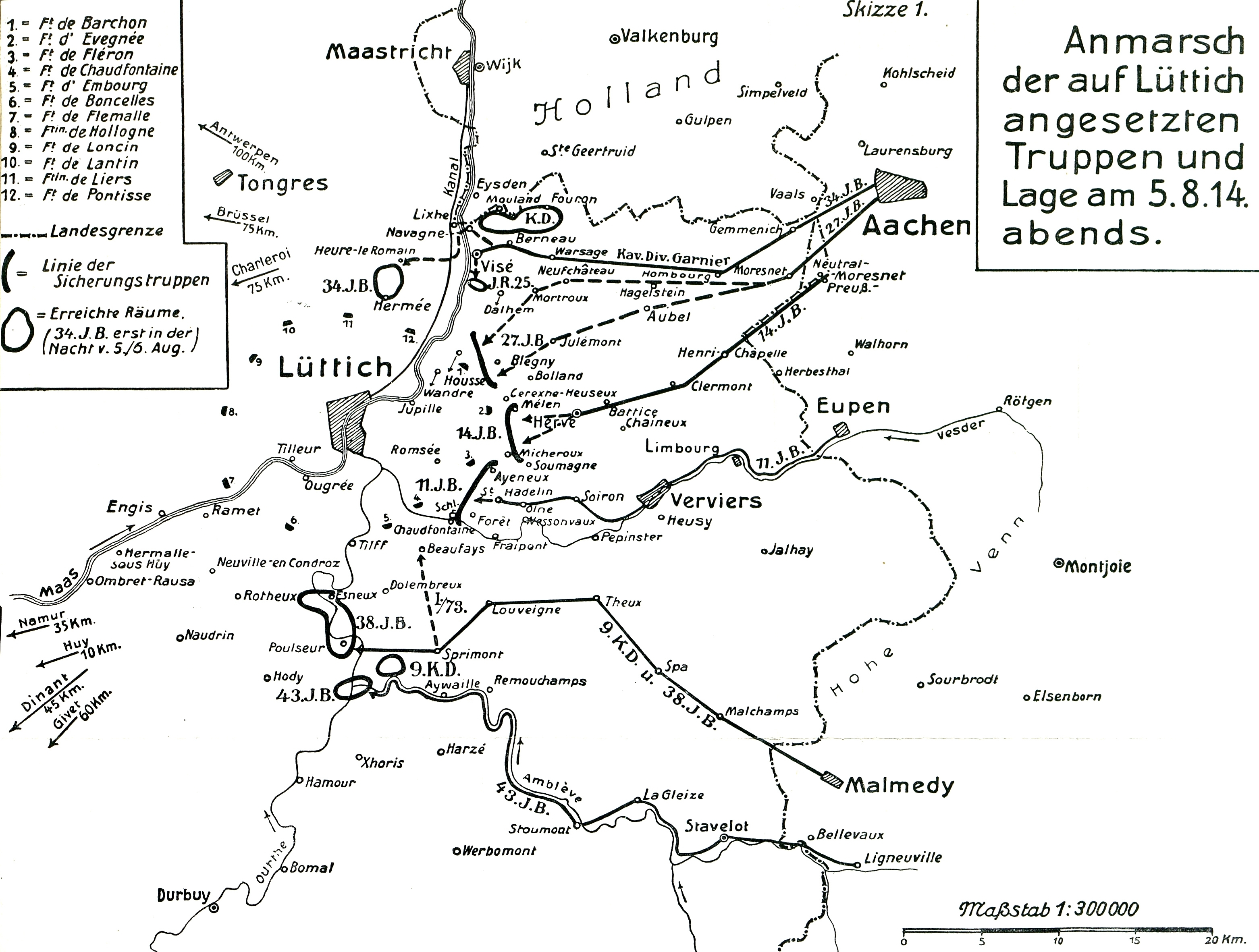
Vormarsch auf Lüttich

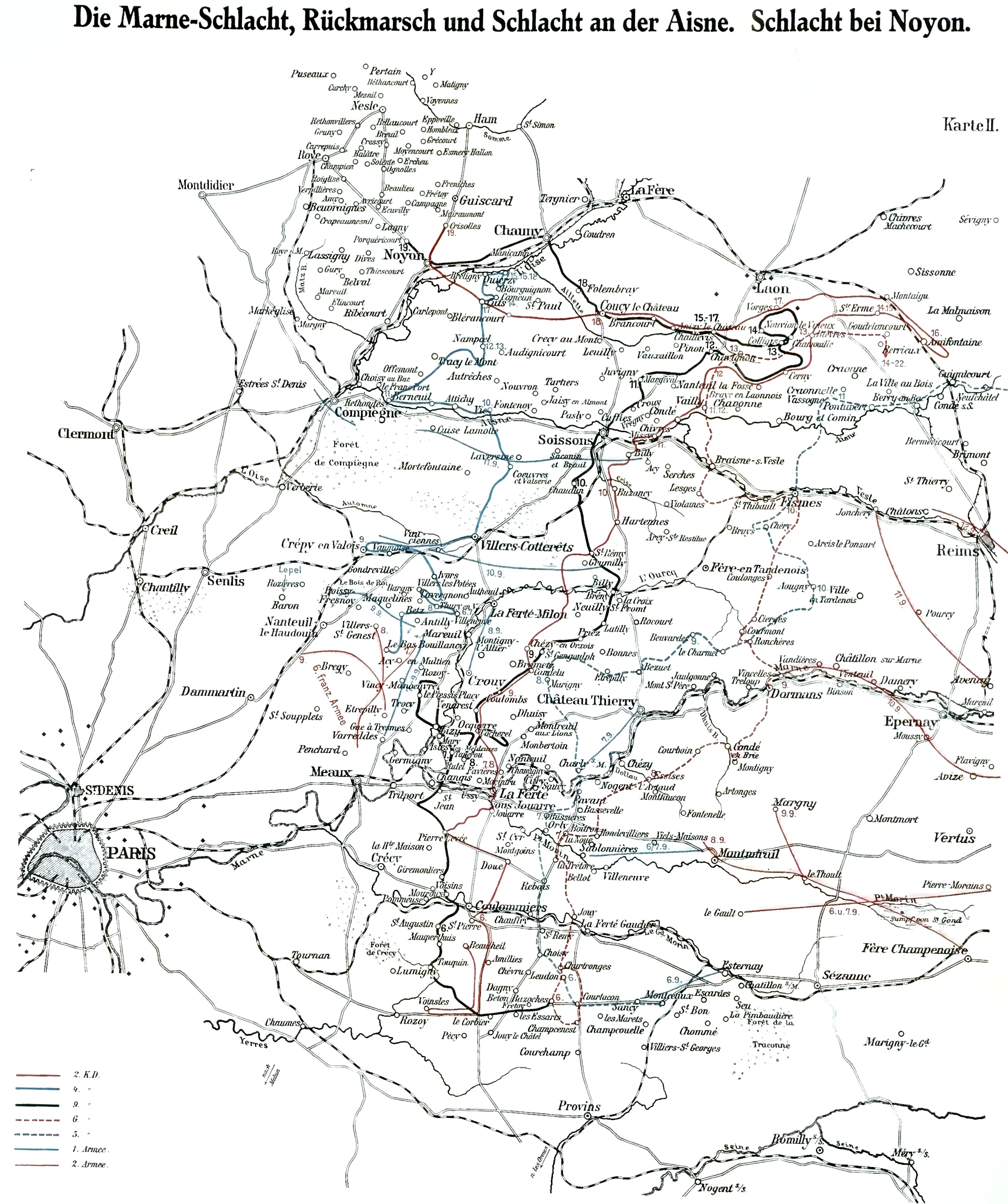
Die 4. Kavallerie-Division im Frankreich-Feldzug 1914.

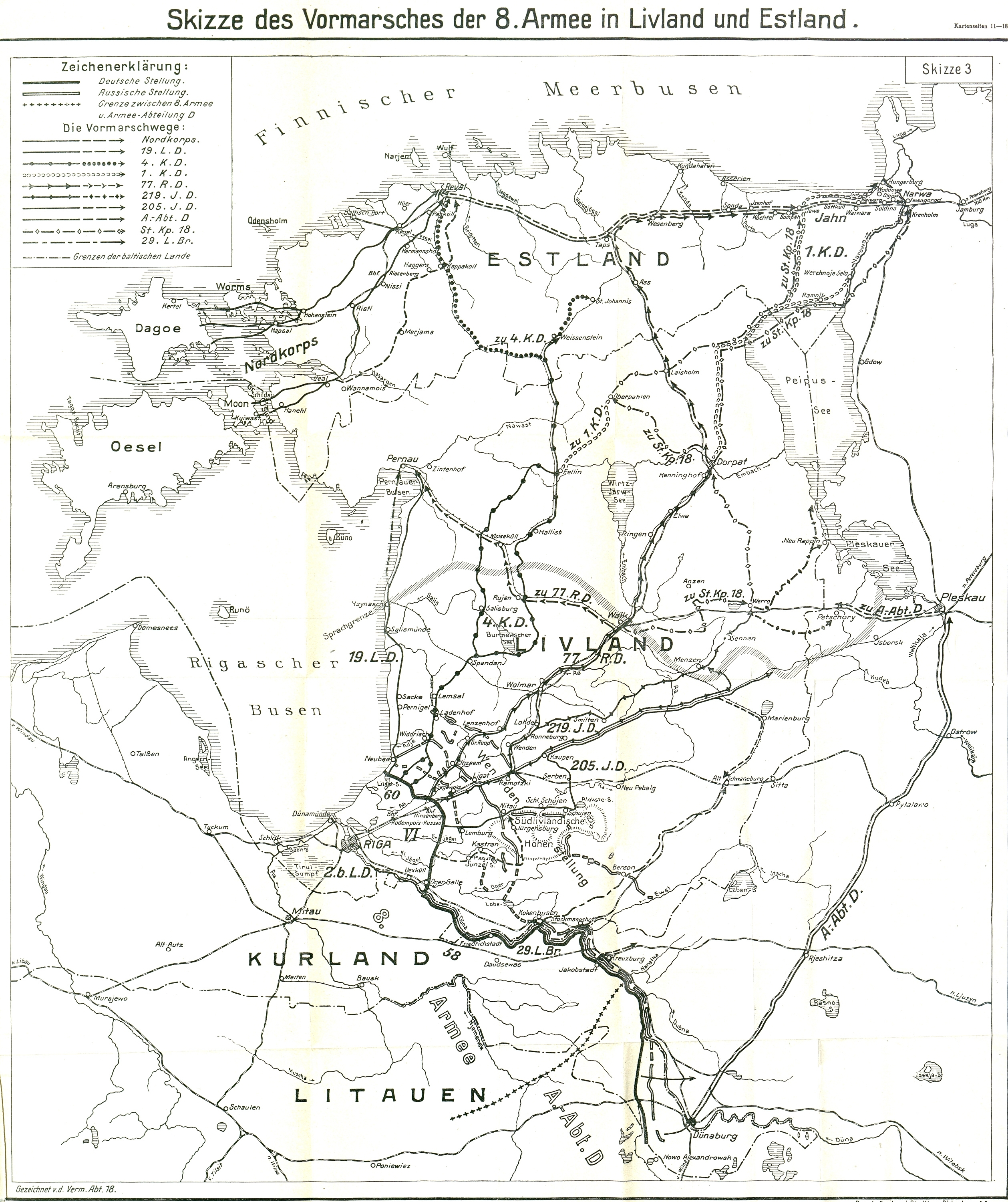
Vormarsch der 8. Armee in Livland und Estland Februar/März 1918

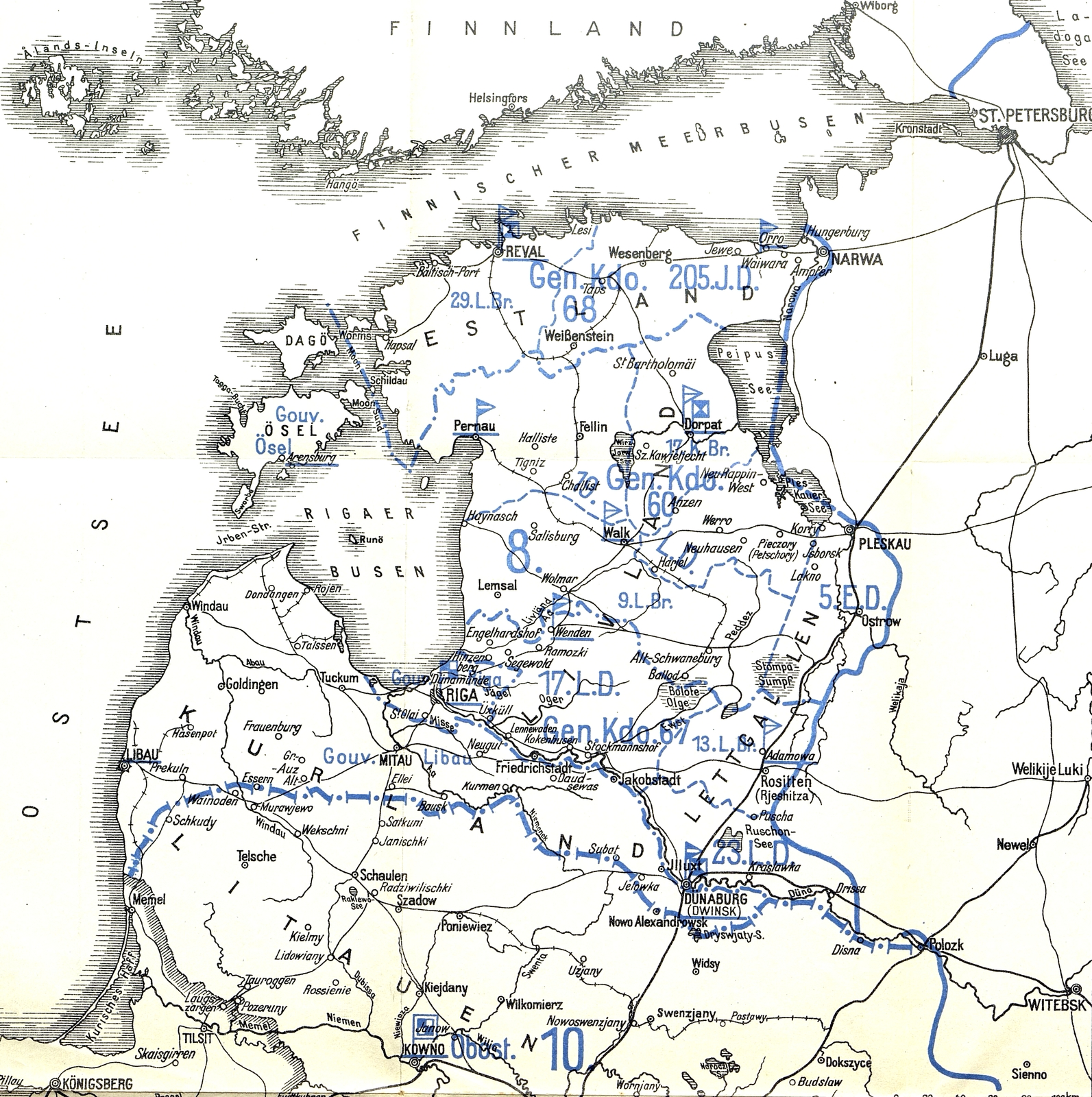
Die 17. Kavallerie-Brigade in Livland Anfang November 1918

##### 1914
- 04. bis 22. August – Vormarschgefechte in Belgien
  - 12. August – Gefecht bei Halen, westlich von Halen
- 25. bis 27. August – Schlacht bei Solesmes und Le Cateau
- 29. August bis 5. September – Vormarsch und Aufklärung vor der 1. Armee
  - 1. September – Gefecht bei Nery, südlich Compiegne
- 12. bis 16. September – Schlacht an der Aisne
- 17. bis 23. September – Schlacht bei Noyon und Kämpfe zwischen Oise und Somme
- 24. September bis 1. Oktober – Schlacht an der Somme
  - 27. September – Gefecht bei Hénin-sur-Cojeul
- 02. bis 14. Oktober – Schlacht bei Arras
- 20. bis 29. Oktober – Schlacht bei Lille
- 30. Oktober bis 4. November – Schlacht bei Ypern
- 13. bis 17. November – Verlegung aus der Gegend von Courtrai an die Ostfront
- 21. bis 24. November – Kämpfe bei Lichanow und Lipa
- 13. bis 18. Dezember – Schlacht bei Lowicz und Saniki
- von 18. Dezember – Kämpfe an der Rawka – Bzura

##### 1915
- bis 4. Februar – Kämpfe an der Rawka – Bzura
- 15. bis 29. März – Gefechte bei Memel und Tauroggen
- 06. bis 21. März – Stellungskämpfe bei Lipniki-Lyse
- 31. März bis 9. Mai – Stellungskämpfe zwischen Augustow, Mariampol und Pilwiszki
- 25. Mai bis 3. Juni – Aufklärungsgefechte bei Ilgowno
- 04. bis 8. Juni – Gefechte bei Wyssoka-Ruda und Koslowa-Ruda
- 09. bis 19. Juni – Gefechte im Wald vor Kowno
- 20. Juni bis 20. Juli – Stellungskämpfe von Augustowo und Pilwiszki
- 21. bis 29. Juli – Kämpfe an der Jeszja und bei Weiwery
- 01. bis 18. August – Belagerung von Kowno
- 19. August bis 8. September – Schlacht am Njemen
- 09. bis 27. September – Schlacht bei Wilna, nördlich Wilna
- 29. September bis 2. Oktober – Gefechte an der Mjadsjolka, Dryswjata
- 03. bis 19. Oktober – Gefecht um Kosjany
- 29. bis 31. Oktober – Schlacht vor Dünaburg
- 02. November bis 31. Dezember – Stellungskämpfe vor Dünaburg

##### 1916
- von 1. Januar – Stellungskämpfe vor Dünaburg

##### 1917
- bis 1. August – Stellungskämpfe vor Dünaburg
- 02. bis 28. August – Bandenbekämpfung in Litauen
- 01. bis 5. September – Schlacht um Riga (Kavallerie-Division Nord)
- 06. September bis 4. Oktober – Stellungskämpfe nördlich der Düna
- vom 6. Oktober – Bandenbekämpfung in Litauen
- 07. Dezember – Waffenruhe und Waffenstillstand

##### 1918
- bis 17. Februar – Waffenruhe und Waffenstillstand
- bis 22. Februar – Bandenbekämpfung in Litauen
- 23. Februar bis 4. März – Kämpfe zur Befreiung von Livland und Estland
- ab 5. März – Besetzung von Livland und Estland als deutsche Polizeimacht
- 19. November – Kriegsende
- ab 31. Dezember – Rückmarsch in die Heimat

### Verbleib

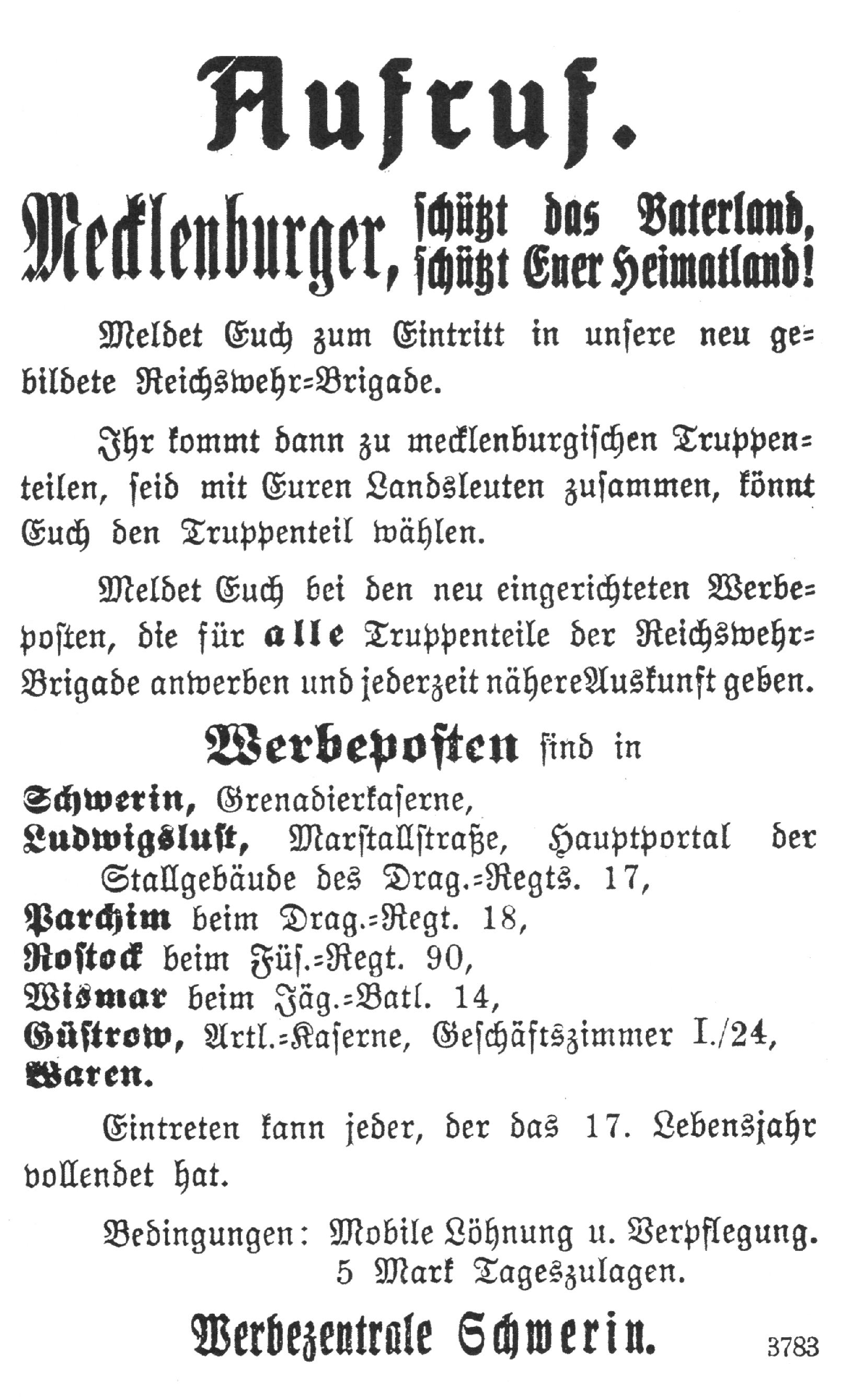
Aufruf zum freiwilligen Eintritt in die Vorläufige Reichswehr.

Nach Kriegsende kehrte der Verband im Januar 1919 vom östlichen Kriegsschauplatz nach Parchim zurück, hier wurde er demobilisiert und schließlich aufgelöst.
Im Juni 1919 wurde die Reichswehr-Brigade 9 in Schwerin aufgestellt, von der das unterstellte Kavallerie-Regiment 9 mit der 1. Eskadron in Ludwigslust und der 2. Eskadron in Parchim in Garnison lagen. In der Reichswehr von 1921 fand schließlich das 14. Reiter-Regiment mit der 2. (Meckl.) Eskadron in Parchim eine neue Heimat. Im Jahr 1934 folgte die Umbenennung in Reiter-Regiment Ludwigslust, 1936 dann in Reiter-Regiment 14. Aus diesem Regiment formierte sich am 1. August 1936 das Kavallerie-Regiment 14 der Wehrmacht. Die I. Abteilung des Regiments garnisonierte in Parchim. Das Regiment beteiligte sich an der Parade vom 2. Juni 1939 in Berlin, die anlässlich des Staatsbesuches des Prinzregenten Paul von Jugoslawien befohlen wurde, es sollte die letzte Parade vor Beginn des Zweiten Weltkrieges werden. 1939 wurde das Regiment infolge der Mobilmachung der Wehrmacht aufgelöst, aus dem Bestand wurden nachfolgend die Aufklärungs-Abteilungen 19, 31, 156 und 171 aufgestellt. Die restlichen Teile des Mannschaftsbestandes dienten dann in der am 26. August 1939 aufgestellten Kavallerie-Ersatz-Abteilung 14 in Ludwigslust. 1942 zur Radfahr-Ersatz-Abteilung 14 umbenannt, wurde sie erneut 1943 in Reserve-Radfahrer-Abteilung 14 umbenannt und in die Niederlande verlegt. Schließlich erfolgte die letzte Umbenennung in Aufklärungs-Ersatz-Abteilung 14. Deren Auflösung erfolgte im Dezember 1944, der noch vorhandene Mannschaftsbestand ging in dem in Ludwigslust aufgestellten Kavallerie-Ausbildungs-Abteilung 100 auf.

#### Gliederung des 14. Reiter-Regiments
- 14. Reiter-Regiment[48]
  - A. (Meckl.) Eskadron (Ludwigslust)
  - 1. (Preuß.) Eskadron (Ludwigslust)
  - 2. (Meckl.) Eskadron (Parchim)
  - 3. (Preuß.) Eskadron (Schleswig)
  - 4. (Preuß.) Eskadron (Schleswig)

#### Tradition
Die Tradition des Regiments übernahm in der Reichswehr die 2. Eskadron des 14. Reiter-Regiments in Parchim. In der Wehrmacht übernahm die I. Abteilung des Kavallerie-Regiments 14 in Parchim die Tradition.

## In Friedenszeiten
Die Friedensjahre wurden für die intensive Ausbildung und die Verbesserung von Taktik und Organisation genutzt. Diese Ausbildung umfasste u. a. das Reiten von Attacken, Bewegungen in Linie und Kolonne, Reiten im Gelände und das Kontrafechten – ab 1890 – mit der Lanze. Auch der Schießausbildung zu Pferde und zu Fuß wurde höchste Aufmerksamkeit zuteil. Zum Zwecke der Ausbildung wurden regelmäßig – jeweils im Herbst – Feldmanöver abgehalten. Korps- und Kaisermanöver waren weitere Ereignisse die den alltäglichen Dienst unterbrachen, hier konnten die mecklenburgischen Dragoner ihre erworbenen Fähigkeiten unter Beweis stellen.
Auch die repräsentativen Aufgaben und Ehrendienste begleiteten das Regiment während der gesamten Bestehenszeit, als besondere Ehre galt dabei die Teilnahme an den Kaiserparaden.

### Chronologie der Ereignisse

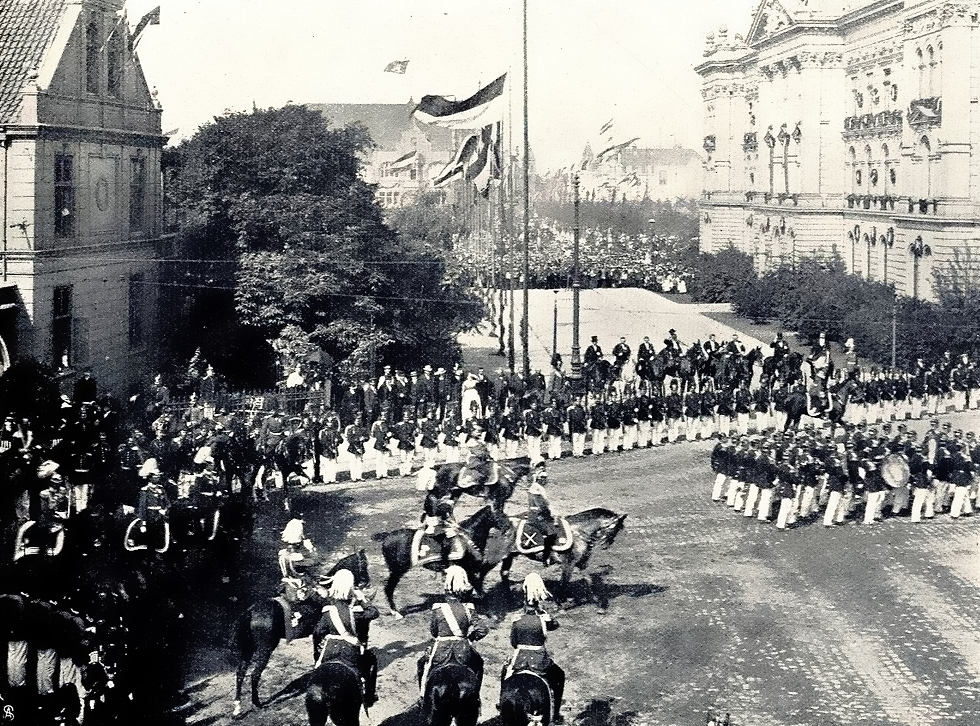
Rückkehr des Kaisers von der Kaiserparade am 5. August 1904 auf dem Luruper Feld.

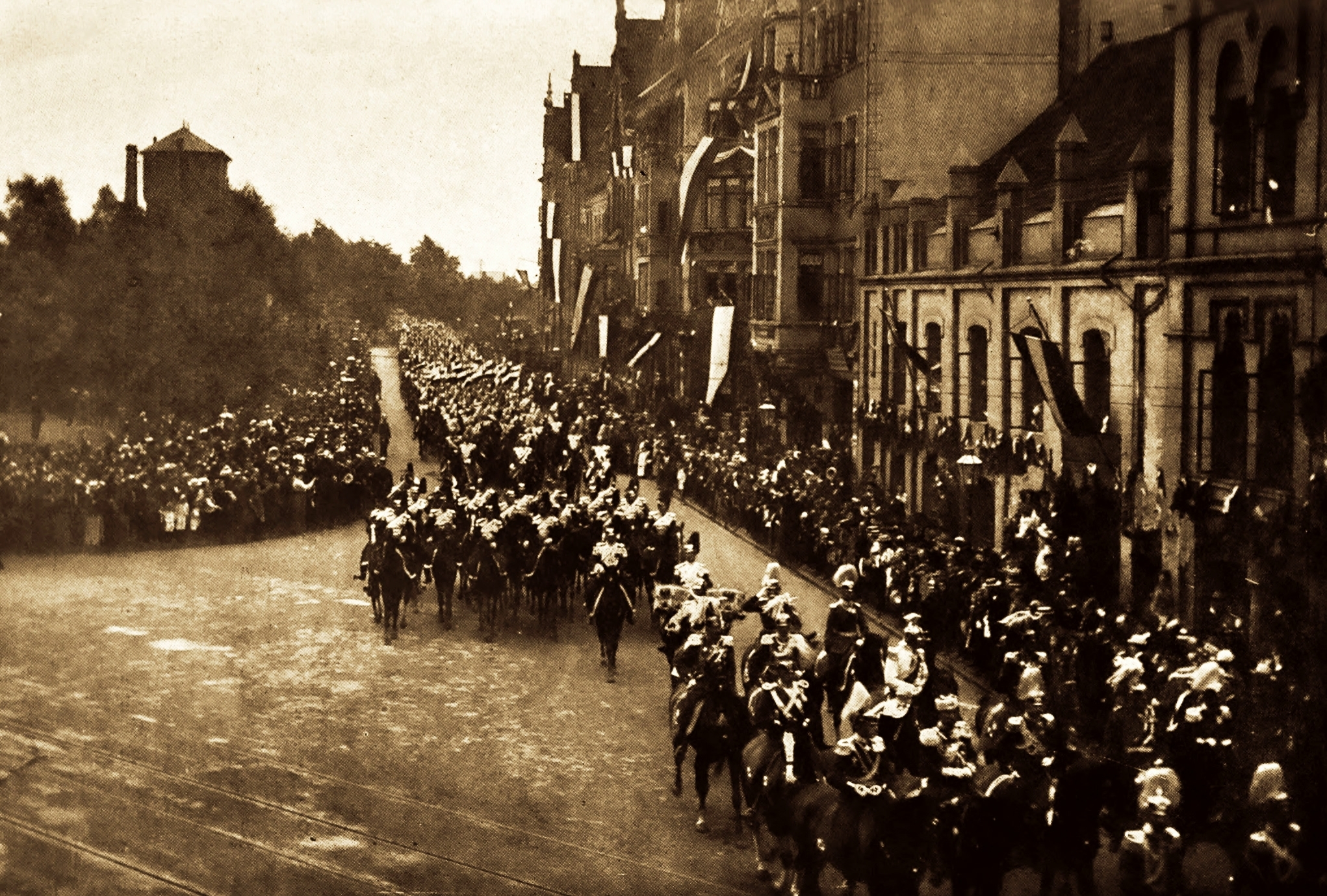
Rückkehr der mecklenburgischen Dragonerregimenter von der Kaiserparade am Kronsberg.

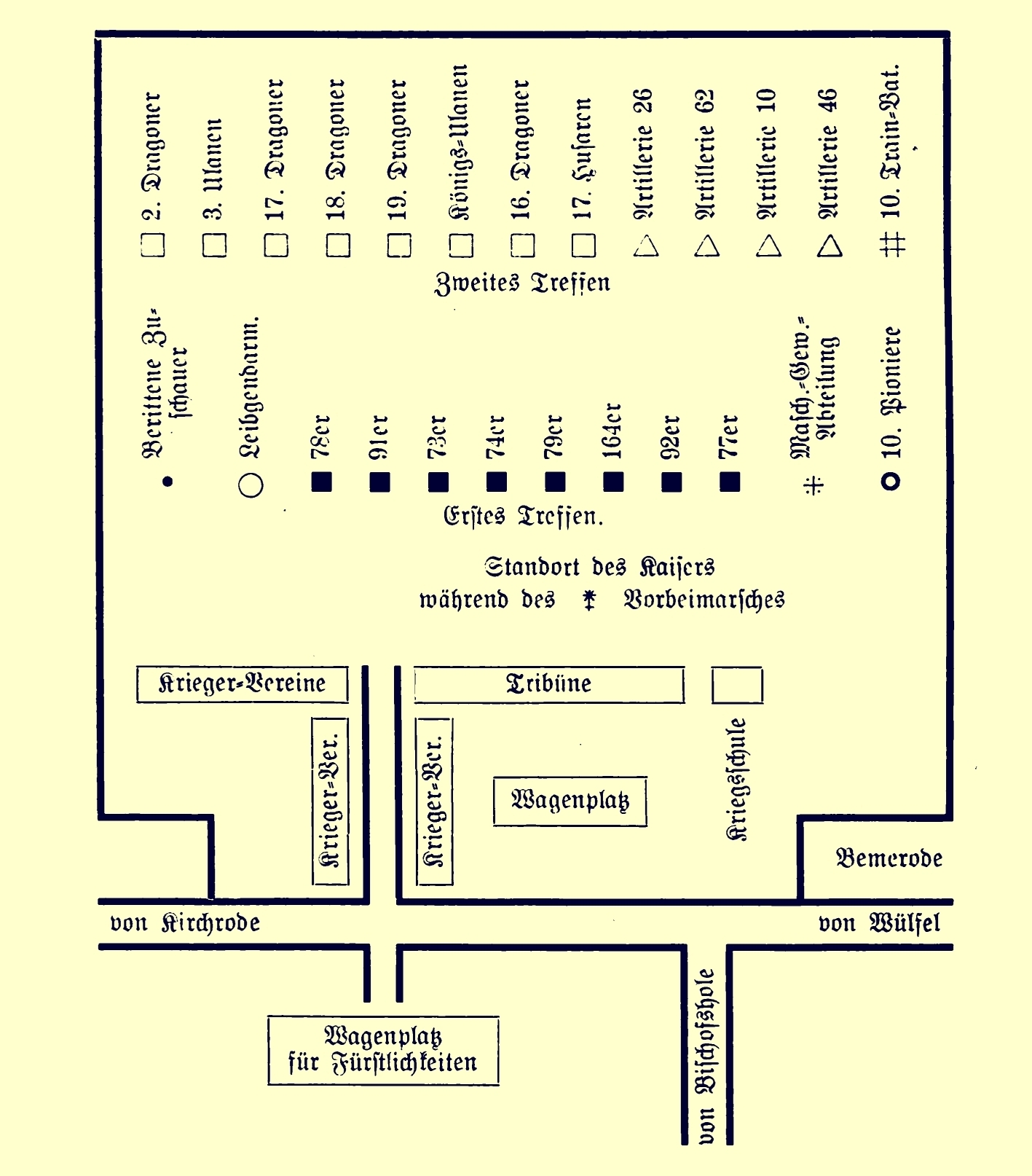
Die Paradeaufstellung, Kaisertage in Hannover im August 1907.

- 1872 – Am 30. September nahm eine Abordnung des Parchimer Dragoner-Regiments an der Enthüllung und Einweihung der Denkmäler auf Düppel und Alsen teil.
- 1872 – Im Herbst des Jahres fand das Brigade-Exerzieren der 17. Kavallerie-Brigade auf der Valluhner-Heide statt, erstmals zusammen mit dem Husaren-Regiment (Hannoversches) Nr. 15. Das Husarenregiment wurde vorhergehend – per A.K.O. vom 11. April 1871 – der 17. Kavallerie-Brigade zugeteilt, nachdem das 2. Brandenburgisches Ulanen-Regiment Nr. 11 ausgeschieden war.
- 1874 – Am 2. Dezember des Jahres fand die feierliche Einweihung des Denkmales für den Krieg 1870/71 in Schwerin statt, auch das Parchimer Dragonerregiment stellte eine kombinierte Eskadron.
- 1881 – Das Regiment beteiligte sich am Herbstmanöver des IX. Armeekorps in Holstein.
- 1884 – Im Herbst 1884 nahm das Regiment am Kavallerie-Exerzieren auf dem Übungsgelände bei Parchim an der Lübzer Chaussee teil.
- 1885 – Das Regiment beteiligte sich im Herbst an den Detachementsübungen der mecklenburgischen 34. Infanterie-Brigade zwischen Hagenow und Ludwigslust und den Divisionsübungen im Bereich Hagenow–Boizenburg–Wittenburg.
- 1887 – Der Ausbildung im Schießdienst wurde verstärkte Aufmerksamkeit gewidmet. Daher hatten auf der Militär-Schießschule die Kommandeure, Rittmeister, Leutnants und Unteroffiziere der Kavallerie-Regimenter entsprechende Kurse zu besuchen. Vom Parchimer Regiment nahmen Oberst von Patow, die Rittmeister von der Lühe und von Schultz, die Leutnants von Maltzahn und von Bülow III. nacheinander an solchen Kursen teil.
- 1888 – Im Sommer wurde die Teilnahme am Unterricht im Telegraphendienst befohlen, zuvor waren dem Regiment die zu Pferde transportablen Kavallerie-Telegraphen übergeben worden.
- 1888 – Auf Grundlage der im April 1888 erschienenen Anleitung für die Zerstörungs- und Herstellungsarbeiten der Kavallerie werden die Dragoner im Kavallerie-Pionierdienst ausgebildet. Jeweils im Sommer unterrichteten die Lehrkräfte vom Pionier-Bataillon des Armeekorps je vier Unteroffiziere und acht Dragoner des Parchimer Regiments. Die Ausbildung umfasste u. a. den Bau und die Zerstörung von Brücken sowie die Zerstörung und Wiederherstellung von Telegrafenleitungen.
- 1890 – Teilnahme am 4. September an der Kaiserparade bei Flensburg, am Folgetag Teilnahme am Korpsmanöver.
- 1893 – Zur feierlichen Einweihung des Denkmales von Friedrich Franz II. wurde eine Abordnung mit der Regiments-Standarte gestellt.
- 1892 – Anlässlich der Beisetzung der Großherzogin Alexandrine wurde das gesamte Offizierskorps zur feierlichen Beisetzung am 27. April nach Schwerin entsandt.
- 1897 – Aus Anlass der Beisetzung des Großherzoges Friedrich Franz III. in Ludwigslust wurde eine Eskadron des Regiments gestellt.
- 1898 – Im Verband der 17. Division beteiligte sich das Regiment am Kaisermanöver vom 3. bis 10. September. Am dritten Dezember wurde bei Linden eine Parade abgehalten.
- 1901 – Aus Anlass des 200-jährigen Gedenktages der Erhebung Preußens zum Königreich fanden in Schwerin am 18. Januar Feierlichkeiten statt.
- 1901 – Anlässlich der Übernahme der Regierung durch Friedrich Franz IV. am 9. April, fanden in den Garnisonen des Landes Paraden und Festessen in den Offiziersmessen statt.
- 1904 – Anlässlich der Vermählung des Großherzoges Friedrich Franz IV. fand am 9. Juli auf dem großen Exerzierplatz in Schwerin eine große Parade statt. Neben den beiden Dragonerregimentern nahmen auch das I. und III. Bataillon des Großherzoglich Mecklenburgischen Grenadier-Regiments Nr. 89 und das II. Bataillon des Großherzoglich Mecklenburgischen Füsilier-Regiments „Kaiser Wilhelm“ Nr. 90 sowie das Großherzoglich Mecklenburgische Artillerie-Regiment Nr. 60 teil.
- 1904 – Im September folgte die Teilnahme am Kaisermanöver, vorhergehend fand am 5. September die Kaiserparade des IX. Armee-Korps auf dem nach der Reichsgründung 1871 angelegten großen Exerzierplatz in Lurup statt.
- 1907 – Kaisertage in Hannover vom 26. bis 29. August. Die mecklenburgischen Dragoner-Regimenter Nr. 17 und 18 nahmen am 27. August unter Führung des Großherzoges Friedrich Franz IV. und Herzog Paul Friedrich an der Kaiserparade auf dem Kronsberg bei Hannover teil.[53]
- 1911 – Teilnahme am Vormittag des 26. August an der dreistündigen Kaiserparade auf dem Luruper Exerzierplatz bei Altona. In den darauffolgenden Tagen Mitwirkung am Kaisermanöver im Verband des IX. Armee-Korps.
- 1913 – Anlässlich der 100-Jahr-Feier des Befreiungskrieges nahmen die Abordnungen der mecklenburgischen Regimenter Aufstellung vor der Ruhmeshalle des Schweriner Arsenals.

## Organisation

### Unterstellung

#### Deutsch-Französischer Krieg 1870/71

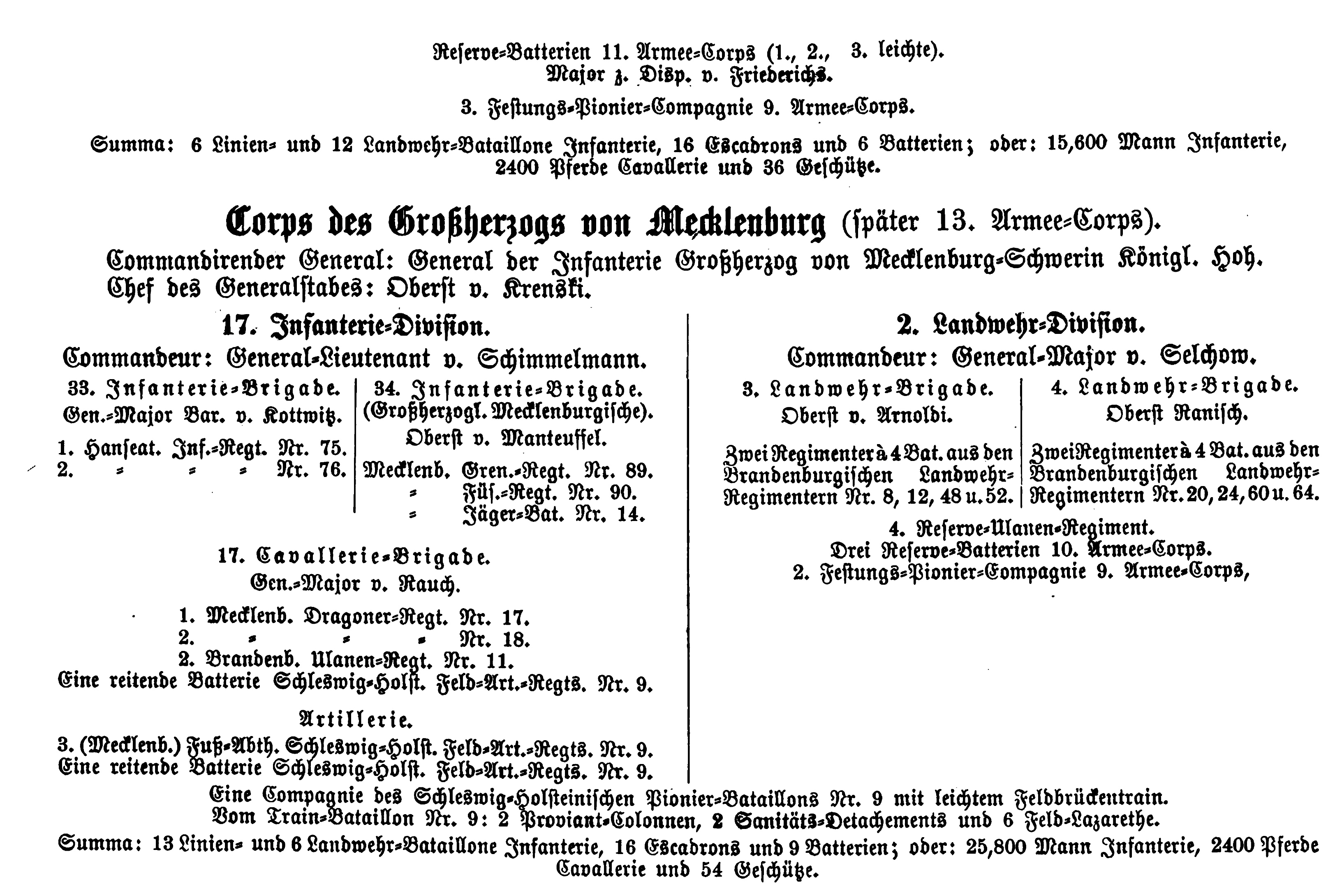
Aufstellung Feldzug 1870/71

- Korps des Großherzogs von Mecklenburg (später XIII. Armeekorps)
  - 17. Infanterie-Division
    - 34. Infanterie-Brigade
      - Großherzoglich Mecklenburgisches Grenadier-Regiment Nr. 89
      - Großherzoglich Mecklenburgisches Füsilier-Regiment Nr. 90
      - Mecklenburgisches Jäger-Bataillon Nr. 14

    - 17. Großherzoglich Mecklenburgische Kavallerie-Brigade
      - 1. Großherzoglich Mecklenburgisches Dragoner-Regiment Nr. 17
      - 2. Großherzoglich Mecklenburgisches Dragoner-Regiment Nr. 18
      - 2. Brandenburgisches Ulanen-Regiment Nr. 11
      - 3. (Mecklenburgische) Fußabteilung
      - 1. reitende Batterie Feld-Artillerie-Regiment Nr. 9

#### Friedenszeit
- IX. Armee-Korps
  - 17. Division
    - 17. Großherzoglich Mecklenburgische Kavallerie-Brigade
      - 1. Großherzoglich Mecklenburgisches Dragoner-Regiment Nr. 17
      - 2. Großherzoglich Mecklenburgisches Dragoner-Regiment Nr. 18

#### Erster Weltkrieg 1914–1918
Die mecklenburgischen Dragoner-Regimenter bzw. die 17. Kavallerie-Brigade unterstanden im Kriegsfall der 4. Kavallerie-Division, die wiederum nur im Kriegsfall gebildet wurde.
An der Westfront operierte das Regiment – im Verband der 4. Kavallerie-Division – anfänglich im Bereich der 2. Armee und der 1. Armee, später dann im Bereich der 6. Armee. Während ihres Einsatzes im Westen blieb die 4. Kavallerie-Division bzw. die 17. Kavallerie-Brigade dem Höheren Kavallerie-Kommando Nr. 2 unterstellt. Das wiederum im Dezember 1914 aufgelöst wird.
Nach der Verlegung an die Ostfront, operierte die 17. Kavallerie-Brigade bis zum 18. Mai 1915 im Bereich der 10. Armee. Nachfolgend wurde die 17. Kavallerie-Brigade im Verband der 4. Kavallerie-Division in den Bereich der 8. Armee verlegt. Wobei sich die Verlegung durch die Rotzerkrankung der Pferde des Dragoner-Regiments Nr. 17 und der 2. Eskadron des Parchimer Regiments verzögerte. Daher blieb der Stab der 17. Kavallerie-Brigade mit dem Dragoner-Regiment Nr. 17 und der 2. Eskadron des Dragoner-Regiment Nr. 18 zunächst beim III. Reserve-Korps der 9. Armee zurück. Sie stießen erst später wieder zur 4. Kavallerie-Division.
Im weiteren Verlauf des Krieges operierte die mecklenburgische Kavallerie-Brigade auch als selbständige Einheit. Ab September 1917 wurde die 17. Kavallerie-Brigade dann der Kavallerie-Division Nord unterstellt, im Oktober tritt sie dann wieder in den Verband der 4. Kavallerie-Division. Diese Division wurde im April 1918 an die Westfront verlegt, die 17. Kavallerie-Brigade verblieb im Bereich des Generalkommandos 60 an der Ostfront und agierte hier als selbständige Einheit. Das Parchimer Regiment agierte ab April 1918 außerdem unter dem Kommando des Generalkommandos z. B.V. 67 und wurde zu Teilen der 9. Landwehr-Infanterie-Brigade unterstellt.
Den beiden mecklenburgischen Dragoner-Regimenter wurden im Verlauf des Krieges kleinere Formationen des IX. Armee-Korps zugeteilt bzw. unterstellt, darunter die Reserve-Kavallerie-Abteilung Nr. 46, die 1. und 4. Landsturm-Eskadron, die 1. 2. und 3. Landwehr-Eskadron sowie die Reserve-Ersatz-Eskadron.

##### August 1914–Januar 1917
- 4. Kavallerie-Division

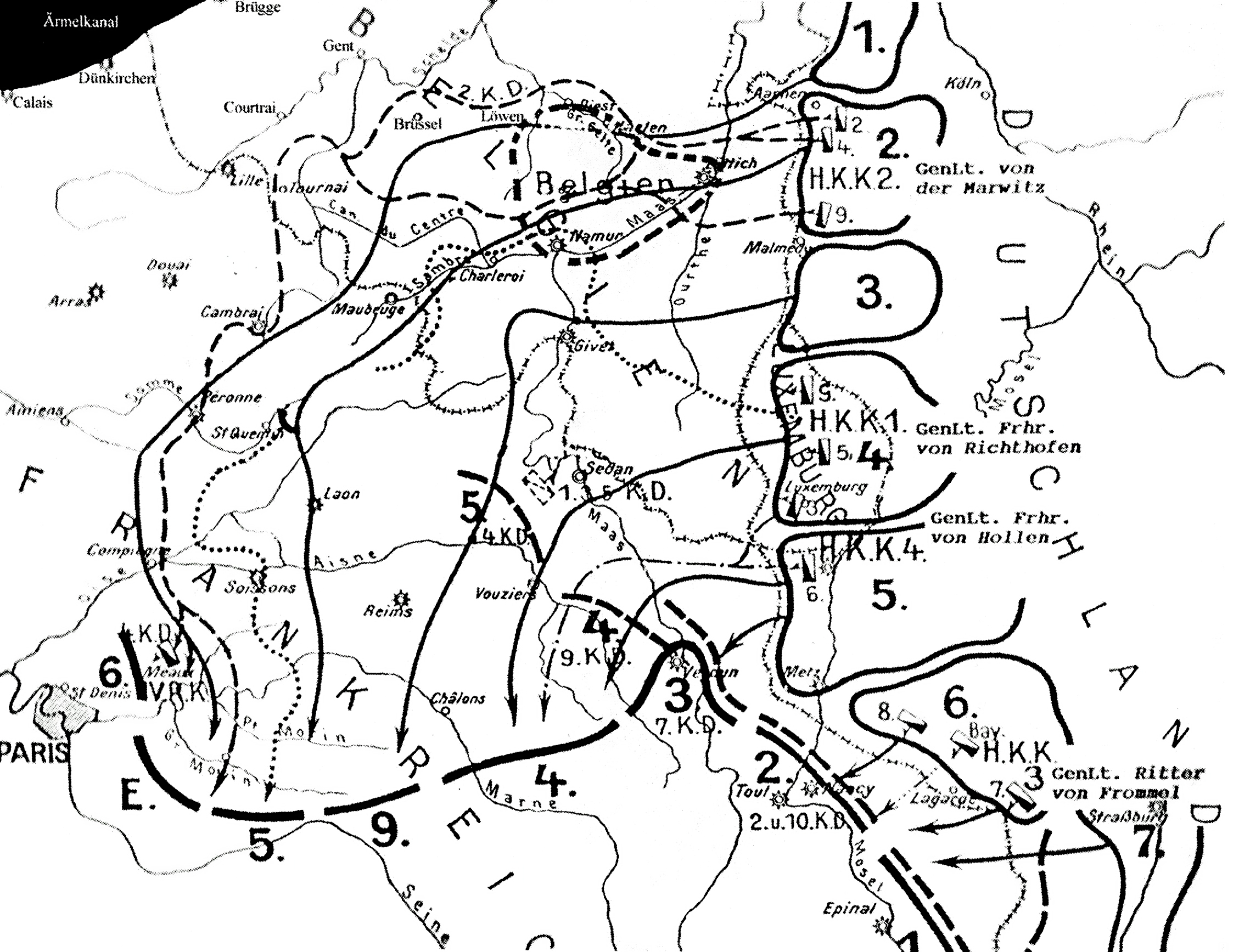
Kriegsbeginn 1914, Verteilung der Heeres-Kavallerie an der Westfront.

  - 17. Großherzoglich Mecklenburgische Kavallerie-Brigade
    - 1. Großherzoglich Mecklenburgisches Dragoner-Regiment Nr. 17
    - 2. Großherzoglich Mecklenburgisches Dragoner-Regiment Nr. 18

##### Februar–September 1917
- 17. Großherzoglich Mecklenburgische Kavallerie-Brigade (selbständig)
  - 1. Großherzoglich Mecklenburgisches Dragoner-Regiment Nr. 17
  - 2. Großherzoglich Mecklenburgisches Dragoner-Regiment Nr. 18

##### September–Oktober 1917
- Kavallerie-Division Nord[60]
  - 17. Großherzoglich Mecklenburgische Kavallerie-Brigade
    - 1. Großherzoglich Mecklenburgisches Dragoner-Regiment Nr. 17
    - 2. Großherzoglich Mecklenburgisches Dragoner-Regiment Nr. 18

##### Oktober 1917–April 1918
- 4. Kavallerie-Division
  - 17. Großherzoglich Mecklenburgische Kavallerie-Brigade
    - 1. Großherzoglich Mecklenburgisches Dragoner-Regiment Nr. 17
    - 2. Großherzoglich Mecklenburgisches Dragoner-Regiment Nr. 18

##### Bis November 1918
- Generalkommando z. B.V. 67
  - 2. Großherzoglich Mecklenburgisches Dragoner-Regiment Nr. 18 (3. und 4. Eskadron)[61]
- Generalkommando z. B.V. 60
- 9. Landwehr-Infanterie-Brigade
  - 2. Großherzoglich Mecklenburgisches Dragoner-Regiment Nr. 18 (1., 2. und MG Eskadron)[58]

### Gliederung

#### Errichtung 1867
- 2. Großherzoglich Mecklenburgisches Dragoner-Regiment Nr. 18
  - 1. Eskadron (Rittmeister Graf Eyben)
    - 3 Offiziere, 12 Unteroffiziere, 3 Trompeter, 53 Dragoner, 80 Pferde

  - 2. Eskadron (Rittmeister von Arnim)
    - 3 Offiziere, 12 Unteroffiziere, 3 Trompeter, 53 Dragoner, 80 Pferde

  - 3. Eskadron (Rittmeister Gudewill)
    - 3 Offiziere, 12 Unteroffiziere, 3 Trompeter, 53 Dragoner, 80 Pferde

  - 4. Eskadron (Rittmeister von Maltzan)
    - 3 Offiziere, 12 Unteroffiziere, 3 Trompeter, 53 Dragoner, 80 Pferde

  - 5. Eskadron (Rittmeister von der Lühe)
    - 3 Offiziere, 12 Unteroffiziere, 3 Trompeter, 53 Dragoner, 80 Pferde.

#### Deutsch-Französischer Krieg 1870/71
- 2. Großherzoglich Mecklenburgisches Dragoner-Regiment Nr. 18
  - 2. Eskadron (Major von Arnim)
    - 5 Offiziere, 15 Unteroffiziere, 3 Trompeter, 132 Dragoner

  - 3. Eskadron (Rittmeister von Haeseler)
    - 5 Offiziere, 1 Unterroßarzt, 15 Unteroffiziere, 3 Trompeter, 132 Dragoner

  - 4. Eskadron (Rittmeister Freiherr von Maltzan)
    - 5 Offiziere, 1 Unterroßarzt, 16 Unteroffiziere, 3 Trompeter, 132 Dragoner

  - 5. Eskadron[20] (Rittmeister Graf Bethusy-Huc)
    - 5 Offiziere, 1 Assistenzarzt, 1. Büchsenmacher, 1 Unterroßarzt, 15 Unteroffiziere, 3 Trompeter, 132 Dragoner

#### Erster Weltkrieg 1914–1918
Eine Eskadron gliederte sich aus 4 Offizieren, 163 Dragonern, 178 Pferden und drei Wagen. Aus jeweils fünf Eskadronen bildete sich dann das Kavallerieregiment, wobei die fünfte Eskadron am Standort in Parchim als Ersatz-Eskadron verblieb. Die Friedensstärke war der Kriegsstärke angepasst worden, daher konnte die Zeit der Mobilmachung deutlich verkürzt werden.
Innerhalb der Kavallerie-Regimenter wurden bis zum Kriegsbeginn keine eigenen Maschinengewehr-Abteilungen aufgestellt, jedoch war jeder Kavallerie-Division eine Maschinengewehr-Abteilung zugeteilt. Der 4. Kavallerie-Division war zu Kriegsbeginn die Garde-Maschinengewehr-Abteilung Nr. 2 unterstellt worden. Erst im Jahr 1917 wurde innerhalb des Regiments eine MG-Eskadron gebildet, diese war teilweise mit russischen Beutewaffen ausgerüstet.

## Uniform

### Chronik
- 1867 – Nach dem Zusammentreten des 2. Dragoner-Regiments Nr. 18 ergaben sich einige Änderungen bei den Uniformen.
  - Der Waffenrockkragen wird vorne abgerundet, gemäß den Vorschriften preußischer Linienregimenter.
  - Schulterstücke der Offiziere werden unter Verwendung der mecklenburgischen Farben nach preußischem Vorbild verändert.
  - Den Offizieren ist erlaubt hellblaue Überröcke zu tragen.
  - Achselklappen der Einjährig-Freiwilligen werden von einer Schnur in den mecklenburgischen Farben eingefasst.
  - Anstatt der roten Achselklappen der Mäntel werden hellblaue und rot eingefasste eingeführt.
  - Wachtmeister tragen das goldene Portepee, die Troddel der Unteroffiziere in den mecklenburgischen Landesfarben.
- 1871 – Im Herbst wurden kurze gefütterte Hosen ohne rote Biese eingeführt, ebenso kamen hohe Reitstiefel zur Einführung, gemäß A. K. O. vom 24. März 1870.
- 1874 – Dem Regiment wurden die Litzen auf den blauen Ärmelaufschlägen verliehen.[63]
- 1875 – Die goldene Stickerei für Offiziere wurde erstmals im Januar 1875 angelegt.
- 1876 – Im Februar wurde das Karabiner-Bandolier abgeschafft, zur Einführung kommt ein Kartusch-Bandolier mit Kartuschkasten.[63]
- 1888 – Goldene Rangabzeichen für Offiziere wurden durch silberne Rangabzeichen ersetzt.[64]
- 1890 – Dem Regiment wurde per Order vom 7. Februar die Regimentsnummer „18“ auf den Achselklappen verliehen.[64] Die roten Achselklappen des Regiments tragen nunmehr die gelbe „18“.
- nach 1892 – Änderung der Abzeichenfarbe in schwarz mit weißen Knöpfen.[64][65] Die Achselklappen sind nun von schwarzer Farbe und tragen die rote „18“.
- 1904 – Am 9. Juli wurde dem Regiment der Namenszug der Regimentschefin Großherzogin Alexandra zu Mecklenburg verliehen, auf den Achselklappen und Epaulettes wurde ab diesem Zeitpunkt der Namenszug „A“ getragen.[64]

### Waffenrock 1868

#### Mannschaften

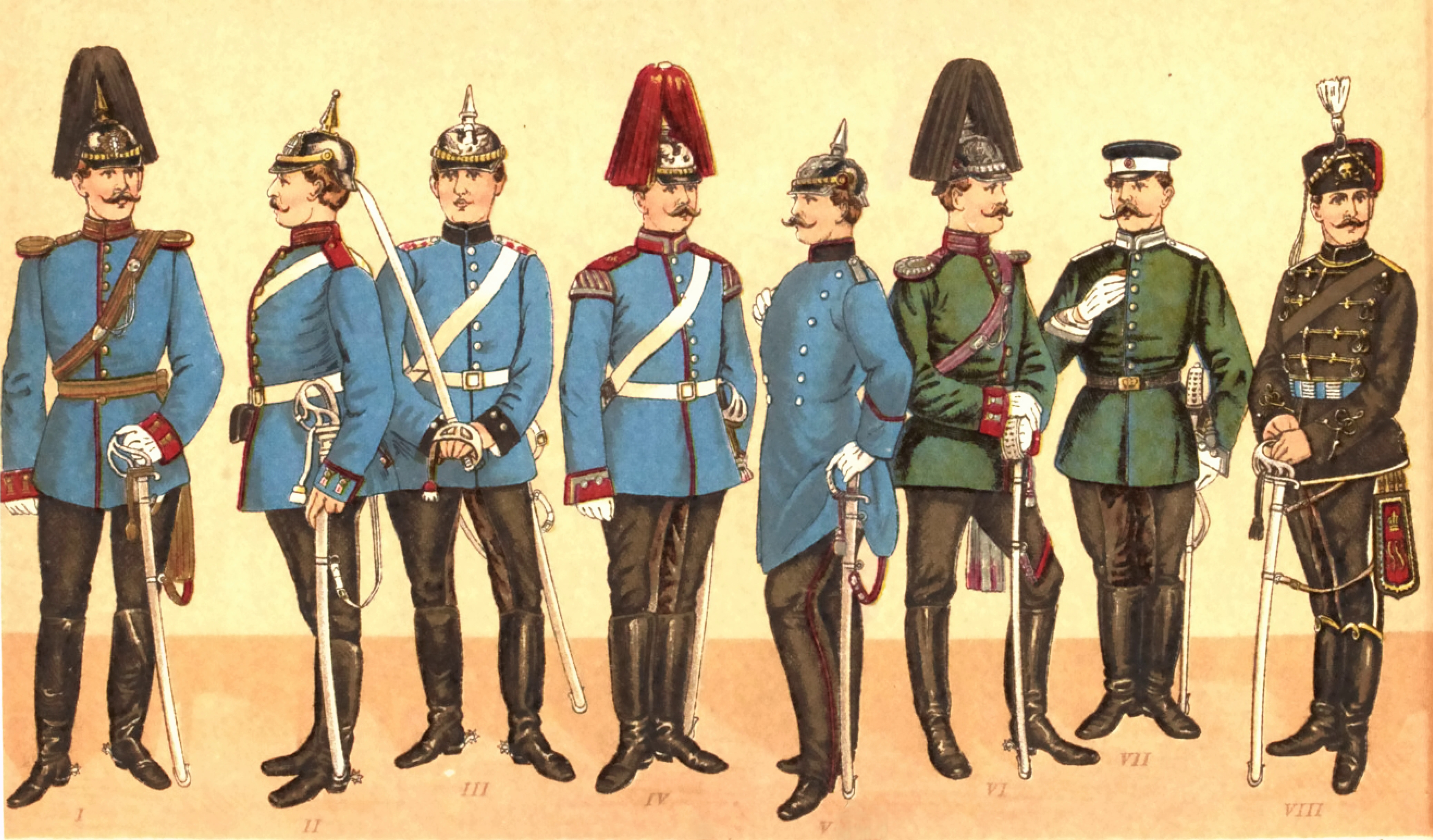
(II.) Waffenrock (feldmarschmäßig)

- Waffenrock: Kornblumenblauer Waffenrock, vorne ponceauroter Vorstoß ebenso an den Schoßtaschenleisten, ponceauroter abrundeter Kragen, am Kragen je zwei gelbe Litzen bzw. bei Wachtmeistern goldene Litzen, ponceaurote Achselklappen, kornblumenblaue schwedische Aufschläge mit ponceaurotem Vorstoß ohne Litzen, bei den Wachtmeistern zwei goldfarbene Tressen auf den Ärmelaufschlägen. Die Schoßtaschen waren nicht geschweift, sondern gerade und mit zwei Knöpfen besetzt. Die Chargenknöpfe der Sergeanten, Gefreiten und Wachtmeister waren mit dem Großherzoglichen Wappen versehen.
- Mantel: Der Mantel war aus dunkelgrauem Tuch gefertigt, mit dunkelblauen Achselklappen, diese rot paspeliert.
- Beinkleid: Die Reithosen waren aus dunkelblau meliertem Tuch gearbeitet, mit roter Biese, innen mit schwarzem Lederbesatz.
- Kopfbedeckung: Die Feldmütze, aus kornblumenblauen Tuch, mit ponceaurotem Besatzstreifen und Vorstoß des Deckels. An der Mütze wurde die blau-rot-gelbe Landes-Kokarde getragen.
- Helm: Helm aus schwarzem Leder mit gelbem Beschlag, gereifelter Spitze und rundem Augenschirm. Der Beschlag, ein gelber Stern mit eingesetzten weißen mecklenburgischen Wappen. Zur Parade wurde ein schwarzer Haarbusch getragen, Trompeter hingegen trugen den roten Haarbusch.
- Bandelier: Das weißlederne Karabinerbandelier wurde unter dem Schulterstück hindurchgeführt über der linken Schulter zur rechten Hüftseite hin getragen. Dieses weiße Bandelier wurde zum Ausgehanzug und zum Gesellschaftsanzug nicht getragen.
- Troddel: Knopf und Troddel am Faustriemen zeigten die mecklenburgischen Landesfarben.
- Kartusche: Die schwarze Kartusche wurde beim Dragoner-Regiment Nr. 17 und 18 rechts am Säbelgurt getragen.
- Lederzeug: Der weißlederne Überschnallkoppel war mit einer gelben Dornschnalle versehen.
- Schuhwerk: Kurz geschäftete Stiefel mit Sporn.

#### Offiziere
- Waffenrock: Kornblumenblauer Waffenrock mit gelben Knöpfen, kornblumenblaue Aufschläge ohne Litzen, ponceauroter Kragen mit goldener Stickerei, goldene Epaulettfelder und Halbmonde, goldene Passaten und Achselstücke, diese am Rand mit blau-roten Längsstreifen, silberne Rangsterne.
- Überröcke: Aus hellblauen Tuch gearbeitet mit gelben Knöpfen, hellblauer Kragen, derselbe rot paspeliert.
- Beinkleid: Die Reithosen waren aus dunkelblau meliertem Tuch gearbeitet, mit roter Biese, innen mit schwarzem Lederbesatz. Zum Galananzug wurde das kornblumenblaue Beinkleid getragen, mit ponceauroter Biese und breiten Streifen.
- Bandelier: Das Kartuschbandelier der Offiziere war mit roten Saffianleder gefüttert, auf der Außenseite mit Goldborten besetzt, welche in der Mitte einen roten und an jedem Rand einen blauen Längsstreifen zeigten. Am Bandelier waren die Räumnadeln[66] mit silbernen Ketten an einem silbernen Löwenkopf befestigt.
- Lederzeug: Offiziere trugen ein Säbelkoppel aus roten Saffianleder, mittig mit einer goldenen Tresse besetzt, diese war in der Mitte und an den Rändern mit einem roten Streifen besetzt. Der mittlere rote Streifen war mit parallel verlaufenden blauen Streifen versehen.
- Kartusche: Offiziere waren mit einer Kartusche aus Silber ausgestattet, die mit einem goldenen Wappenstern besetzt waren.

### Waffenrock nach 1892

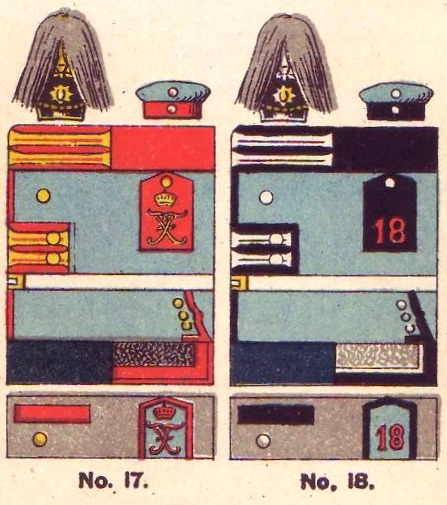
(r.) Waffenrock nach 1890

- Waffenrock: Die Dragoner trugen einen kornblumenblauen Waffenrock. Der Waffenrock war mit schwedischen Aufschlägen ausgestattet. Die sogenannte Abzeichenfarbe des Regiments war schwarz.[67] Von dieser Farbe waren die Ärmelaufschläge, der Stehkragen, die Epaulettenfelder und Passanten. Am Kragen und an den Ärmelaufschlägen befanden sich weiße Litzen. Auf den Schulterstücken und Epauletten befand sich – ab 1904 – der bekrönte Namenszug „A“, die seit 1890 auf den Achselklappen getragene Regimentsnummer „18“ entfiel. Knöpfe und Beschläge waren aus Neusilber.
- Beinkleid: Das Beinkleid aus dunkelblau-melierten Tuch mit schwarzen Lederbesatz.
- Helm: Der Helm war mit einem Stern aus Tombak mit aufgelegtem Großherzoglichen Wappenschild aus Neusilber ausgestattet. Schuppenkette und Helmspitze waren aus Tombak, wobei die Schuppenkette dann vom Lederriemen mit Haken ersetzt wurde. Zur Parade wurde ein schwarzer (für die Musiker ein roter) Rosshaarbusch aufgesteckt. An den Seiten des Helmes befanden sich die blau-gelb-rot die Landeskokarde und die schwarz-weiß-rote Reichskokarde.
- Kopfbedeckung: Die Feldmütze, aus kornblumenblauen Tuch, mit schwarzem Besatzstreifen und Vorstoß des Deckels. An der Mütze wurde die blau-rot-gelbe Landes-Kokarde und die Reichskokarde getragen.
- Bandelier: Von der linken Schulter zur rechten Hüfte lief ein weißes Bandelier mit schwarzer Kartusche. Bandelier und Kartusche wurden zum Ausgehanzug und zum Gesellschaftsanzug nicht getragen.
- Lederzeug: Der Leibriemen war weiß und mit einer einfachen Dornschnalle versehen.

### Waffenrock der Regimentschefin
Die Regimentschefin trug während feierlicher Anlässe den Waffenrock eines Stabsoffiziers des Regiments in Parade. Auch der schwarz lederne Helm mit schwarzem Haarbusch wurde getragen.

### Waffenrock Feldgrau

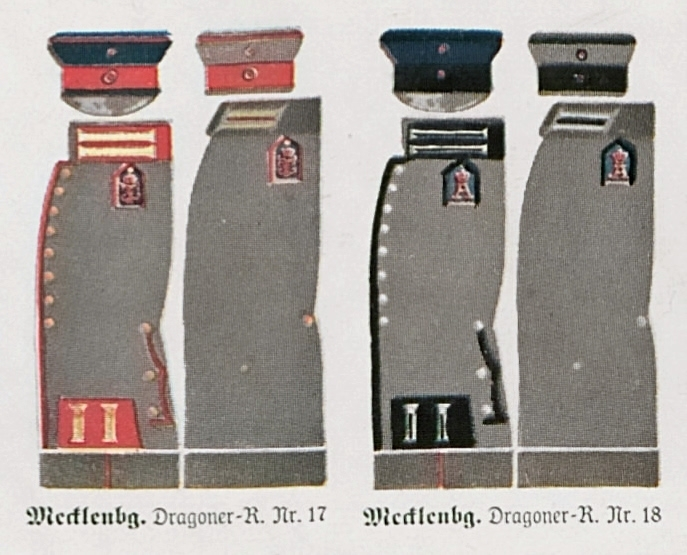
(r.) feldgrauer Waffenrock

Mit der A.K.O. vom 23. Februar 1910 erfolgte die stufenweise Einführung der feldgrauen Uniform, der bunte Uniformrock wird anschließend stufenweise durch die feldgraue Uniform ersetzt. Mit der Bestimmung vom 21. September 1915 folgten weitere Änderungen und Anpassungen. Die Einführung der Feldbluse M15 erfolgte ebenfalls im Zuge der Bestimmungen vom 21. September 1915. Epauletten und Epaulettenhalter fielen weg, es wurden grundsätzlich Achselstücke und Achselklappen nach neuem Muster getragen. Auf Grundlage der Bestimmungen vom 21. September 1915 folgten am 18. Mai 1916 die Großherzoglich-Schweriner Bestimmungen für Änderungen an den Uniformen der Offiziere und Mannschaften, diese beinhalteten evtl. notwendige Anpassungen.
- Waffenrock: Feldgrau für Mannschaften und Offiziere, für Mannschaften kornblumenblaue Achselklappen mit schwarzem Vorstoß und der in rot gestickten bekrönten Chiffre „A“, grauer Kragen, Doppellitze und silberner Stickerei. Für Offiziere, schwarzer Kragen mit Doppellitzen und silberner Stickerei, Achselstücke mit aufgelegter bekrönter Chiffre „A“. Bei den Offizieren die schwarzen schwedischen Aufschläge und den Ärmelpatten mit silberner Stickerei. Knöpfe am Waffenrock und am „kleinen Rock“ waren von weißer Farbe. Auszeichnungsköpfe sind wiederum mit dem bekrönten Landeswappen versehen. Feldkoppel aus naturbraunen oder schwarzem Leder mit Koppelschloss, dieses aus Messing oder Nickel gefertigt, mit Besatz (Mecklenburger Wappen).
- Beinkleid: Für Mannschaften Hose bzw. Stiefelhose feldgrau, Stiefelhose für Offiziere, roter Vorstoß an den Seitennähten.
- Kopfbedeckung: Feldmütze feldgrau und Schirmmütze blau, schwarzer Besatzstreifen und Deckelvorstoß, mit Landeskokarde und Reichskokarde.
- Helm: Gefertigt aus schwarz lackiertem Leder, mit Vorder- und Hinterschirm und Aufsatzspitze, Beschlag aus Messing, flache Schuppenkette aus Messing. Ab 1887 entfiel bei Helmen für Mannschaften die Schuppenkette, diese wird durch einen Lederriemen mit Hakenhalterung ersetzt. 1895 werden zur Gewichtsminderung die Beschläge aus Aluminiumbronze statt aus Messing gefertigt. Der gelbe Beschlag zeigt eine Sonne mit einsetzten weißen Landeswappen, von einem Lorbeerkranz umschlossen, rechts am Helm die Landeskokarde „blau-rot-gelb“, ab 1897 links angebracht und rechts die Reichskokarde. Zu Paraden wurde ein schwarzer Helmbusch getragen, gefertigt aus Rosshaar. Die Helme der Militärmusiker wurden zu militärischen Zeremoniellen mit dem roten Helmbusch ausgestattet. 1915 Einführung des Modells M15, mit entfernbarer Spitze, welche mit Bajonettverschluss ausgestattet war, der Beschlag aus Neusilber gefertigt. Am Helm mit feldgrauen Überzug wurden Kinnriemen getragen. Ab Februar 1916 erfolgt die Ausrüstung der Truppen mit dem Stahlschutzhelm Modell 1916. 1918 wird ein Tarnanstrich in Ockerfarben aus Sichtschutzgründen eingeführt.
- Schuhzeug: Einheits-Kavalleriestiefel, in naturfarbenem Zustand ausgegeben.[70] Nach den per Allerhöchster Kabinettsorder vom 21. September 1915 erlassenen Bestimmungen mussten diese geschwärzt werden.
- Riemenzeug: Einheitliche Leibriemen mit Patronentaschen aus naturfarbenem Leder gefertigt. Dieser wurde durch Schulterriemen gehalten, damit das Gewicht der Patronentaschen den Reiter nicht beeinflusst.[71] Das weiße Karabinerbandolier wurde nicht mehr getragen.

## Standarte und Auszeichnungen

### Standarte

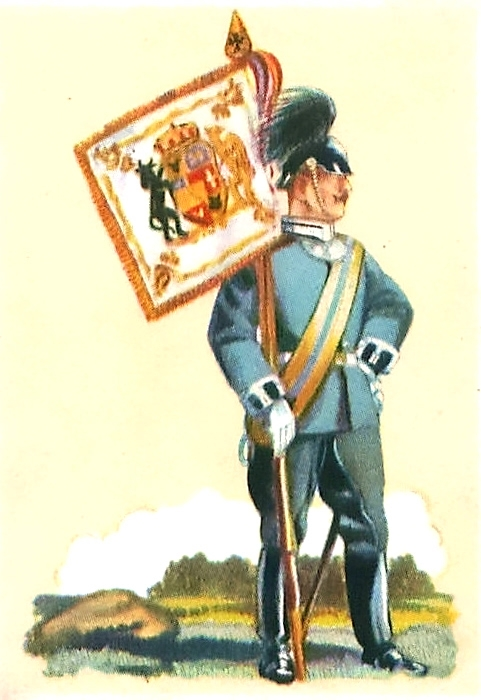
Standarte des Regiments, Fahnenträger der 3. Eskadron

Dem Regiment wurde am 28. Juni 1868 vor dem Wallhotel in Parchim eine Standarte verliehen. Diese Standarte wurde aus weißer Seide gefertigt und war von einem goldenen Fransenbehang eingefasst. Beidseitig befand sich das in Gold, Silber und den Landesfarben gestickte Landeswappen. Die Ecken waren mit dem goldgestickten bekrönten Namenszug „FF“ verziert, untereinander mit gestickten Eichenlaub verbunden. Das Standartenbandolier war aus kornblumenblauem Samt gefertigt, eingefasst von goldenen Tressen. Zugehörige goldene Standartenquasten hingen an gold-rot-blau durchwobenen Schnüren.
Die Standartenstange war weiß lackiert, mit aufgemalten Granaten und mit Messing beschlagen. Auf dem Messingbeschlag befand sich die Inschrift „M. D. R. 18“. Als Bekrönung die Standartenspitze mit dem großherzoglichen Namenszug, ab 1871 wurde dieser dann durch das Eiserne Kreuz ersetzt.

### Lanzenflaggen
- Lanzenflaggen der Mannschaften gelb-rot.
- Lanzenflaggen der Unteroffiziere gelb, mit in rot gesticktem mecklenburgischen Wappen.

### Auszeichnungen
Am 16. Juni 1871 wurde dem Regiment aufgrund seiner Teilnahme am Feldzug 1870/71 in die Standartenspitze das Eiserne Kreuz verliehen. Nachfolgend wurde der Standarte das Mecklenburgische Militärverdienstkreuz verliehen und die Bänder zum Eisernen Kreuz.

#### Ereignismedaille von 1892
Anlässlich des 25-jährigen Bestehens des Regiments wurde eine Ereignismedaille gestiftet. Die Vorderseite (Avers) zeigte die Kopfbildnisse von Großherzog Friedrich Franz III. und Kaiser Wilhelm II., eingefasst von der Legende: „GROSSH. MECKL. FRIED. FRANZ V. MECKLENBURG KAISER WILH. II. PARCHIM 1867 8. AUG. 1892“. Während die Rückseite (Revers) einen mecklenburgischen Dragoner zu Pferde zeigt, eingefasst von der Legende „ERINNERUNG AN DAS 25 JÄHR. JUBILÄUM DES II. GROSSH. DRAG. REGT. No 18“.

## Regimentsmärsche
Dem Regiment wurde als Präsentiermarsch der von Julius Möllendorf komponierte Parademarsch Nr. 1 (AM III, Nr. 51) verliehen. Den von Albert Lorenz komponierten Parademarsch (AM III, Nr. 58) erhielt das Regiment als Parademarsch im Schritt.

## Bewaffnung

### Handwaffen

#### Langwaffen
Während die mecklenburgischen Infanteristen und Grenadiere bereits 1860 dem Zündnadelgewehr ausgestattet wurden, verzögerte sich die Einführung bei den mecklenburgischen Dragonern. Erst im Jahr 1863 erfolgten Schieß- und Trageversuche, die im Zuge der Manöver des Gardekorps und des III. preußischen Armeekorps durchgeführt wurden.
Im Frühjahr 1866 wurde schließlich der Zündnadel-Karabiner im Ludwigsluster Regiment eingeführt, welcher schon einige Zeit im preußischen Heer im Einsatz war. Für die Einweisung und Schießübungen wurden vier Unteroffiziere aus dem Stammregiment nach Rathenow abkommandiert, innerhalb von zwei Wochen erlernten sie die Handgriffe und Instruktionen von den erfahrenen Ausbildern der Zieten-Husaren. Diese Unteroffiziere führten dann innerhalb des Regiments die Ausbildung am Karabiner durch.
Nach der Errichtung des 2. Großherzoglich Mecklenburgisches Dragoner-Regiments Nr. 18 wurden auch die Parchimer Dragoner mit dem Zündnadel-Karabiner ausgerüstet. Die zu großen Teilen aus den Beständen des Ludwigsluster Regiments stammten.
1873 wurde dann übergangsweise ein Chassepot-Karabiner eingeführt, der im Januar 1877 vom Kavallerie-Karabiner Modell 1871 abgelöst wurde. 1890 – im Juli – folgte die Einführung des Karabiner Modells 1888, dieser bleibt schließlich bis 1909 in Gebrauch. Im selben Jahr – am 1. Oktober – wurde der Karabiner Modell 1898 eingeführt, der bis zur Auflösung des Regiments im Jahr 1918 in Gebrauch bleiben sollte. Der Karabiner 98 wurde wie das Vorgängermodell in einem neu modifizierten Karabinerschuh am Sattel geführt, im Feldeinsatz wiederum am Gewehrriemen auf dem Rücken.

#### Kurzwaffen
Unteroffiziere und Trompeter führten die preußischen Kavalleriepistolen des Modells 1850 mit glattem Lauf, diese werden dann gemäß A. K. O. vom 21. März 1879 gegen den Revolver des Modells 1879 ausgetauscht. Die Revolver wurden nach 1910 von der Pistole 08 abgelöst.

### Blankwaffen und Lanzen

#### Blankwaffen
Die Parchimer Dragoner waren mit dem Korbsäbel des Modells 1849 ausgerüstet, der Säbel ähnelte dem preußischen Kavallerie-Säbel, jedoch mit seitlich fester Öse. Die nach 1850 eingeführten Kavallerie-Säbel hatten eine Klinge mit leichter Krümmung und den aus Eisen gefertigten Korbgriff mit Fingerring. Hinzu kam die aus Gussstahl bestehende Scheide.
Im Jahr 1880 wurden dann auf Grundlage eines Erlasses notwendige Modifikationen am Kavallerie-Säbel mecklenburgischen Modells vorgenommen. Die Konstruktionsänderungen des Kavallerie-Säbel Modells 1852 sollten nunmehr auch auf das mecklenburgische Modell übertragen werden.
Durch Erlass vom 27. November 1886 war es Offizieren außer Dienst bzw. zu Fuß erlaubt, den Löwenkopfsäbel anzulegen. An der Stichplatte wurde von da an die großherzogliche Chiffre vorgeschrieben. Im darauffolgenden Jahr wurde die Erlaubnis zum Tragen des Löwenkopfsäbels auf die Wachtmeister, Vize-Wachtmeister und den Stabstrompeter ausgedehnt.
Im Dezember 1893 wurde der Kavallerie-Degen des Modells 1889 eingeführt, dessen Gefäß jetzt mit dem mecklenburgischen Wappen verziert war. Der alte Bestand an preußischen Kavallerie-Säbeln wurde nachfolgend vollständig ausgetauscht.
1910 sind die Mannschaften unverändert mit dem Kavallerie-Degen des Modells 1889 ausgerüstet, ebenso die Offiziere mit dem Löwenkopf-Säbel.
Der Kavallerie-Degen Modell 1889 blieb bis zum Februar 1920 in Gebrauch der Kavalleristen.

#### Lanzen
In der zweiten Jahreshälfte 1889 begann die Erprobung des Einsatzes von Holzlanzen, die dann 1890 im Regiment eingeführt wurden. Das Regiment erhielt jeweils 24 Lanzen pro Eskadron. Die Instruktion im Umgang mit den Lanzen übernahmen ein Offizier und fünf Unteroffiziere des Ulanen-Regiments „Graf Haeseler“ (2. Brandenburgisches) Nr. 11. An der Unterrichtung mussten alle Leutnants und Unteroffiziere des Parchimer Regiments teilnehmen. Bereits im Juli 1891 wurden die Holzlanzen gegen Stahlrohrlanzen getauscht. Diese blieben schließlich bis 1927 in Verwendung und wurden noch in den darauffolgenden Jahren zu festlichen Anlässen geführt.

## Ausrüstung

### Pferdeausrüstung

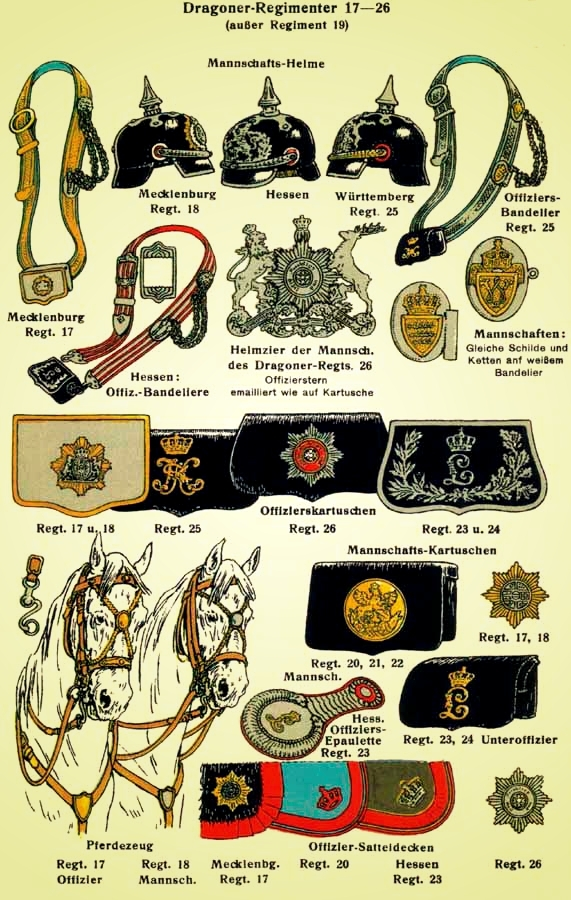
Ausrüstung des Dragoner-Regiments Nr. 18

Die Pferdeausrüstung war nahezu identisch mit der Ausrüstung des 1. Großherzoglich Mecklenburgisches Dragoner-Regiments Nr. 17. Der ungarische Bocksattel mit Stahlbügeln, im Vorderzeug ein Herzstück aus Messing, Kreuzstrippen und das Messingschild an der Stirn des Dienstzaumzeuges. Am Zaumzeug der Offiziere eine flache gelbe Kette anstatt der Kreuzstrippen des Dienstzaumzeuges. Sofern mit Schabracke geritten wurde, gelbe Messingbügel anstatt der weißen Bügel. Herzstück aus Messing, Messingschild und die flache gelbe Kette wurden in den 1890er Jahren gegen aus weißem Metall gearbeitete Teile getauscht.
Die Schabracken der Parchimer Dragoner waren aus weißem Schafsfell gearbeitet, mit roter Einfassung. Nach Änderung der Abzeichenfarbe des Regiments um 1892, wurden die Schabracken von einem schwarzen Rand eingefasst. In den abgerundeten Ecken der Schabracke war jeweils ein Wappenstern aufgebracht.
Nach dem Einsatz 1870/71 gab es Anlass zu offener Kritik an der Ausrüstung der Mecklenburger Dragoner, wie aus einem Bericht an das Kriegsministerium des Regimentsführers Detmering hervorging. Der eiserne Sattelbock erwies sich als unzureichend, zahlreiche Brüche der Vorder- und Hinterzwiesel belegten dieses. Um für Abhilfe zu sorgen, empfahl Major Detmering hölzerne Sattelböcke. Auch die Bügel aus Messing bewährten sich nicht, da sie häufig brachen. Hier sollten Stahlbügel die Problematik beseitigen.
Im Gegensatz zu den Materialproblemen, bewährten sich die mecklenburgischen Pferde während des gesamten Feldzuges 1870/71.

#### Gasschutz für Pferde
Als Folge des ersten Gaseinsatzes an der Ostfront wird für Mannschaften und Pferde der Gasschutz eingeführt. Anfänglich wurden für die Pferde Futtersäcke mit feuchten Stroh als Schutzausrüstung genutzt. Im Jahr 1917 werden dann Stoff-Schutzmasken entwickelt, der Stoff seinerseits war mit einer Schutzsalzlösung getränkt. Diese Masken umschlossen den vorderen Bereich der Pferdeschnauze und boten einen mäßigen Schutz.

#### Chronik
- Gemäß einer Mitteilung des Königlichen General-Kommandos vom 23. Dezember 1884 wurde der freihändige Ankauf von mecklenburgischen Remonten eingestellt. Auf Grundlage der Vereinbarung mit dem preußischen Kriegsministerium, erfolgte der Ankauf von Remonten für die mecklenburgischen Dragonerregimenter aus dem Bestand ostpreußischer Depots.[84]
- Statt der bisherigen hellblauen Unterlegdecke wurde 1889 eine dunkelblaue eingeführt. Die Schabracke – schon seit 1887 nicht mehr in Manövern mitgeführt – wurde nur noch zur Parade aufgelegt.
- Ab 1889 wurden Schwimmübungen ins sommerliche Dienstprogramm aufgenommen, im Juni werden diese Übungen erstmals von einer kombinierten Eskadron am Wockersee durchgeführt.[85]
- Im Juli 1890 wurde der ungarische Bocksattel durch den neuen Armeesattel ersetzt.[85] Die Eskadrons erhielten jedoch in der Einführungszeit nur jeweils fünf Sättel, später dann erhöht sich die Zahl auf 30. Während der neue Sattel Druckschäden am Pferderücken vermied, stellte er an die Dragoner höhere Anforderung in der Sitzhaltung.

### Gasschutz 1915–1918
Mit dem ersten deutschen Blasangriff am 22. April 1915 begann der Gaskrieg des Ersten Weltkrieges, so auch für die mecklenburgischen Soldaten. Es stellte sich nunmehr die Frage des Schutzes der deutschen Soldaten. So wurde als erster Gasschutz der sogenannte „Atem- und Mundschützer Etappe Gent“ entwickelt, um zumindest übergangsweise einen Grundschutz zu gewährleisten. Dieser Atem- und Mundschützer bestand aus Putzwolle, die wiederum in einen Müllbeutel eingenäht wurde, wobei die Putzwolle in einer Natriumthiosulfatlösung getränkt war. Im August 1915 wird die deutsche Heeresgasmaske – mit abschraubbaren Filter – eingeführt, die Gesichtsmaske gewährleistete den Schutz der Augen, des Mundes und der Nase. Schließlich wurde 1917 die deutsche Ledergasmaske – aus imprägnierten Leder – eingeführt, mit einem verbesserten Filtereinsatz, der auch Schutz gegen Chlorpikrin und Blaukreuz Kampfstoffe bot.

## Regimentschefs und Kommandeure

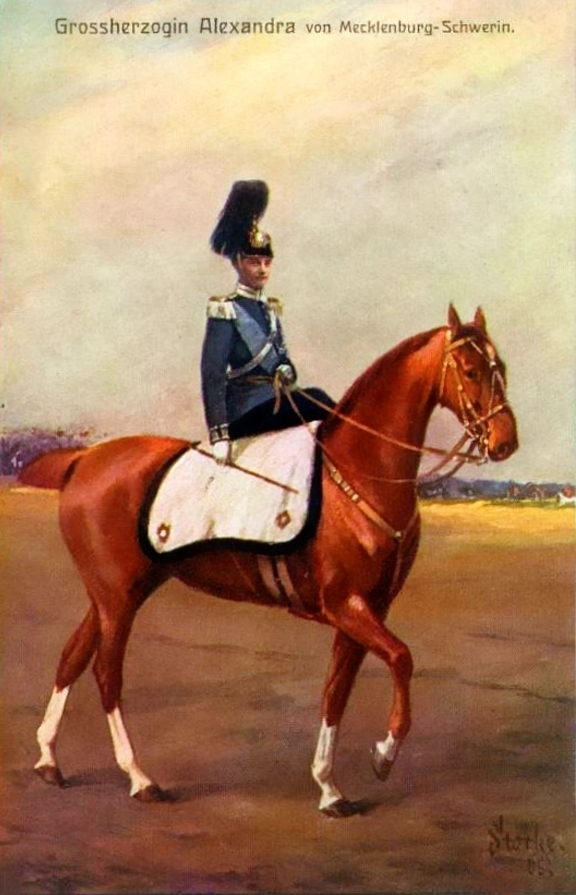
Großherzogin Alexandra zu Mecklenburg-Schwerin

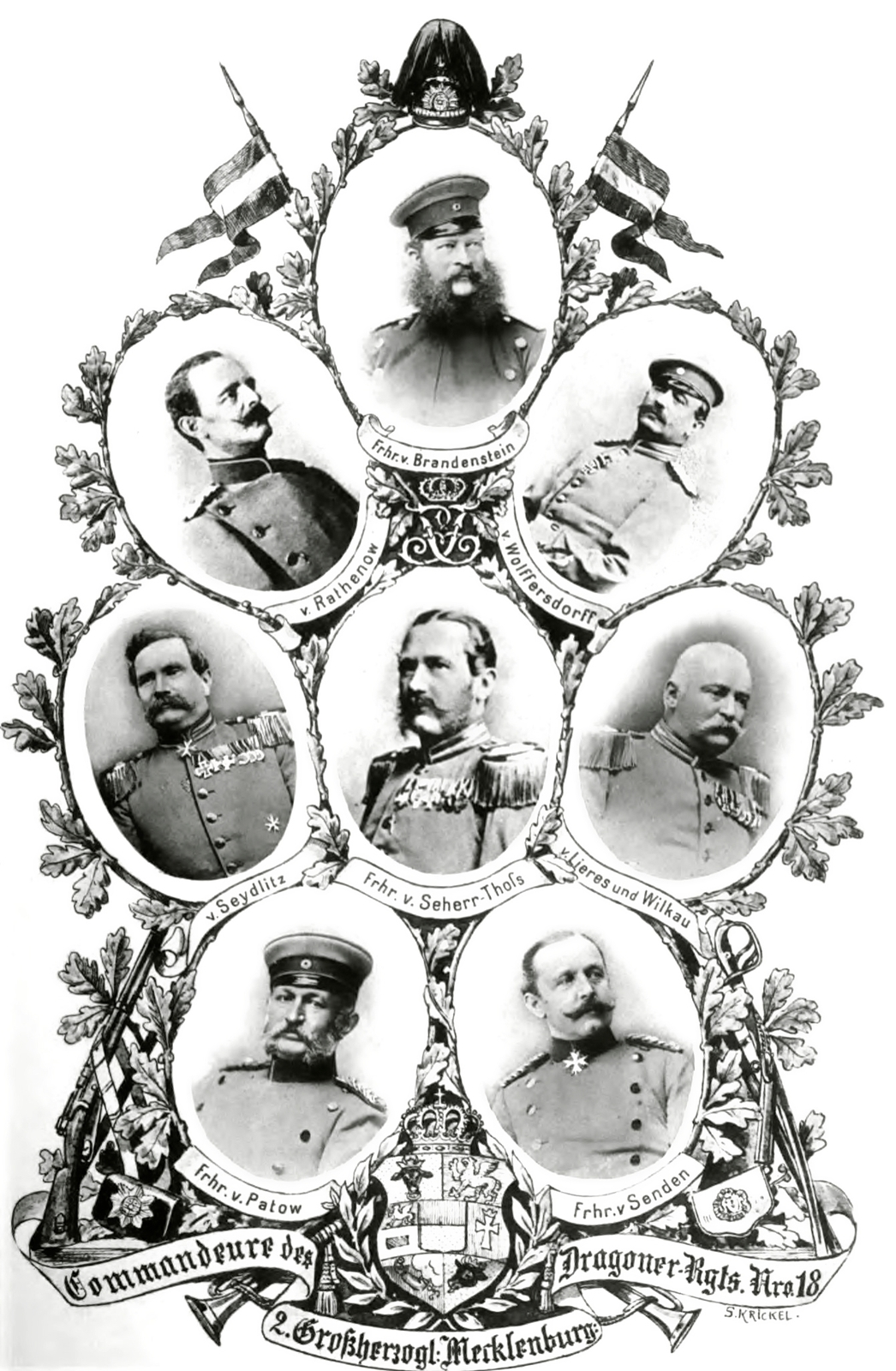
Kommandeure des Regiments 1867–1897

### Regimentschefs
| Dienstgrad | Name                                  | Datum                               |
| ---------- | ------------------------------------- | ----------------------------------- |
| –––        | Großherzogin Alexandra zu Mecklenburg | 09. Juli 1904 bis 14. November 1918 |

### Kommandeure
| Dienstgrad                  | Name                         | Datum                                  |
| --------------------------- | ---------------------------- | -------------------------------------- |
| Major/Oberstleutnant        | Georg von Brandenstein       | 22. September 1867 bis 17. Juni 1869   |
| Major/Oberstleutnant        | Ernst von Rathenow           | 08. Juli 1869 bis 15. Juni 1871        |
| Major                       | Paul Detmering               | 07. Januar bis 25. September 1871      |
| Major                       | Arthur von Wolffersdorff     | 26. September bis 11. Dezember 1871    |
| Major/Oberstleutnant        | Arthur von Wolffersdorff     | 12. Dezember 1871 bis 20. April 1873   |
| Major                       | Hugo von Seydlitz            | 21. April bis 1. September 1873        |
| Oberstleutnant/Oberst       | Hugo von Seydlitz            | 02. September 1873 bis 1. August 1878  |
| Major                       | Heinrich von Seherr-Thoß     | 02. August bis 11. Oktober 1878        |
| Major/Oberstleutnant        | Heinrich von Seherr-Thoß     | 12. Oktober 1878 bis 16. Oktober 1883  |
| Major/Oberstleutnant/Oberst | Alfred von Lieres und Wilkau | 17. Oktober 1884 bis 27. April 1887    |
| Major/Oberstleutnant/Oberst | Egon von Patow               | 28. April 1887 bis 15. Mai 1891        |
| Oberstleutnant/Oberst       | Ernst von Senden-Bibran      | 16. Mai 1892 bis 19. Mai 1896          |
| Oberstleutnant/Oberst       | Kurt von Byern               | 20. Mai 1896 bis 17. März 1899         |
| Oberstleutnant/Oberst       | Arthur von Manteuffel        | 18. März 1900 bis 23. April 1904       |
| Oberstleutnant/Oberst       | Hans von Arnim               | 24. April 1904 bis 19. April 1910      |
| Major/Oberstleutnant        | Anton von der Schulenburg    | 20. April 1910 bis 19. Mai 1914        |
| Major                       | Viktor Digeon von Monteton   | 20. Mai bis 12. August 1914            |
| Major                       | Philipp von Legat            | 10. Dezember 1914 bis 28. Februar 1919 |
| Major                       | Gebhard von der Schulenberg  | 01. März bis 30. April 1919            |

### À la suite
| Dienstgrad      | Name                             | Datum                                 |
| --------------- | -------------------------------- | ------------------------------------- |
| Sekondeleutnant | Friedrich Wilhelm zu Mecklenburg | 05. April 1871 bis 22. September 1897 |
| Leutnant        | Heinrich Borwin zu Mecklenburg   | 27. Januar 1902 bis 14. November 1918 |

## Denkmale und Vereine

### Denkmale

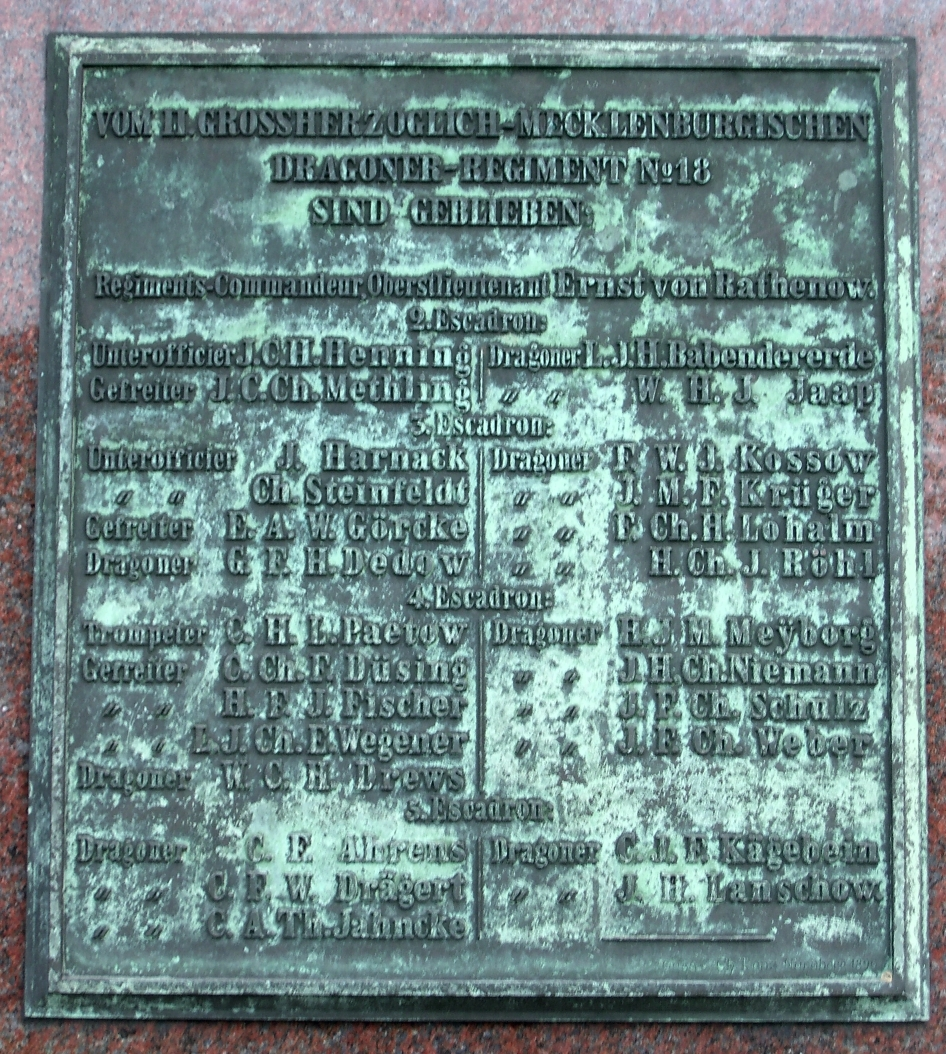
Namenstafel 1870/71 am Kriegerdenkmal Parchim

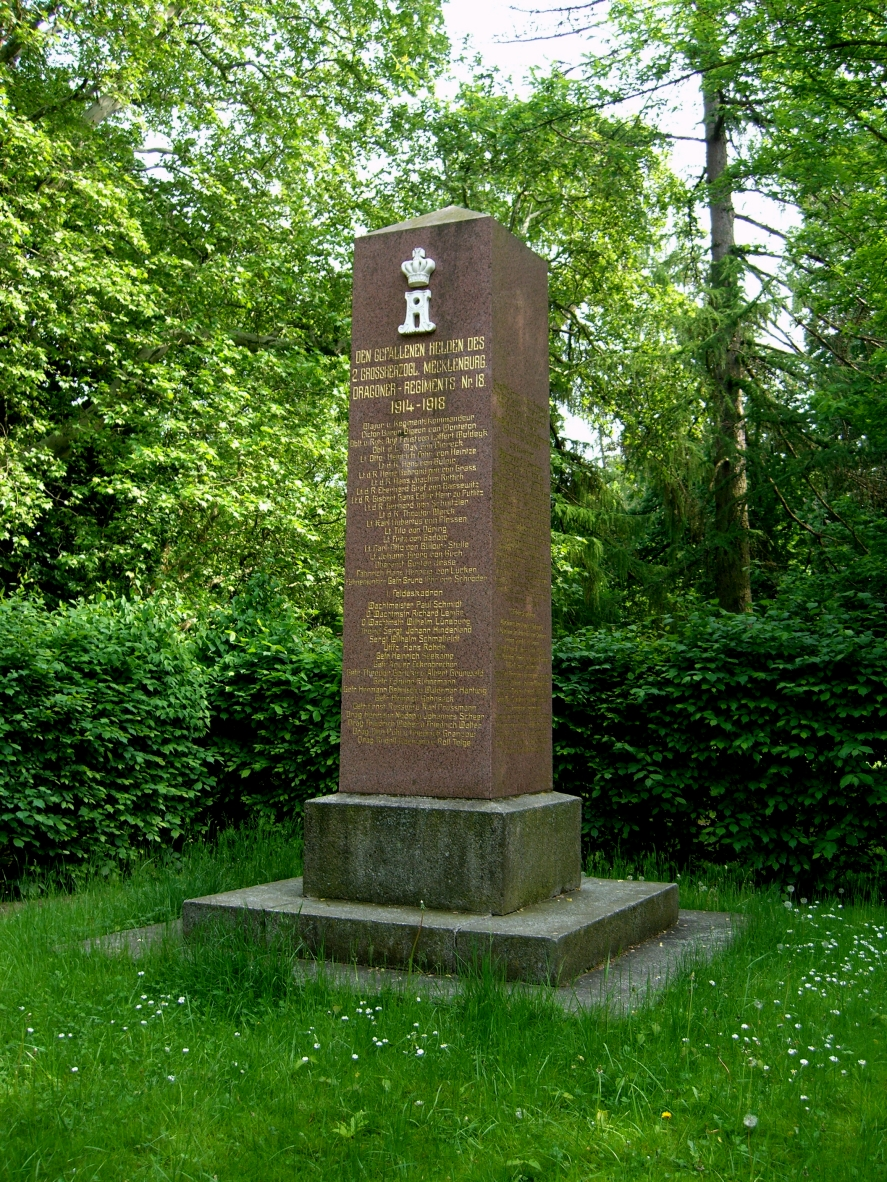
Dragonerdenkmal 1914–18 Parchim

Ein gemeinsames Denkmal für die Gefallenen von 1870/71 der Stadt Parchim und des Dragoner-Regiments ist 1896 errichtet worden und bis heute erhalten.
Der Bund der Dragoner 18 ließ Anfang der 1920er Jahre ein Denkmal zu Ehren der Gefallenen des Regiments errichteten. Am 11. Juni 1922 wurde das Dragoner-Denkmal in den Wallanlagen an der Lindenstraße feierlich geweiht. Der gebürtige Parchimer und niederdeutsche Dichter Rudolf Tarnow verfasste hierzu ein Weihegedicht, welches er an diesem Tag auch persönlich vortrug.
Das Denkmal hat die Form einer Stele und wird von einer abgeflachten pyramidalen Spitze bekrönt. Aus rotem Granit gearbeitet, ruht die Stele auf einem Sockel aus grauen Granitquadern. Die Vorderseite zeigt den aus weißem Marmor gefertigten Namenszug der Regimentschefin, darunter die Widmung „Den Gefallenen Helden des 2. Großherzogl. Mecklenburg. Dragoner-Regiments Nr. 18 1914–1918“. An den Seiten finden sich hingegen die Namen der Gefallenen des Regiments, geordnet nach Rang und Eskadron.
Ein weiteres Ehrenmal für die Gefallenen des Ersten Weltkrieges wurde im Jahr 1931 auf dem 1920 angelegten neuen Parchimer Friedhofsgelände errichtet.

### Ehrentafel des Regiments
Im Eingangsbereich der Dragoner-Kaserne Parchim hing eine Ehrentafel, auf der die Eskadronschefs und Wachtmeister von 1867 bis 1916 aufgelistet waren. Die in gotischer Schrift ausgeführten Auflistungen werden von schmuckvoll gemalten Lorbeer- und Eichenlaubeinfassungen gerahmt. Bekrönt werden die Auflistungen durch die kaiserlichen Insignien, die wiederum vom preußischen Adler flankiert werden. Die Ehrentafel ist bis heute erhalten und wird zur Schau gestellt. Allerdings wurde sie während der Nutzungszeit des Kasernements durch die sowjetischen Streitkräfte beschädigt.

### Krieger-Verein
Die ehemaligen Angehörigen des 2. Großherzoglich Mecklenburgischen Dragoner-Regiment Nr. 18 organisierten sich nach dem Kriege im Bund der Dragoner 18. Der Kriegerverein und die jeweiligen Ortsgruppen hatten eigene Standarten, die mit Wappen, Namenszügen und Vereinsnamen versehen waren.

## Bekannte Regimentsangehörige
- Bernhard Bronsart von Schellendorff (* 1. März 1866 in Berlin, † 10. Januar 1952 in Bockhorn, Kreis Plön) trat als Einjährig-Freiwilliger am 1. Oktober 1886 in das Regiment ein. Von 1901 bis 1903 kommandierte er als Rittmeister die 3. Eskadron des Regiments in Parchim.[91][92] Er wurde Generalstabsoffizier und war im Ersten Weltkrieg Stabschef unter General Max von Gallwitz in der Schlacht um Verdun und an der Somme.
- Heribert von Larisch (* 18. Juli 1894 in Freiburg i. Br., † 16. Mai 1972 in Hamburg) trat als Fahnenjunker am 5. Februar 1914 in das Regiment ein.[93]